# Список глав государств в 1735 году
| 1734 ← Список глав государств по годам → 1736 |

## Азия

### Аравийский полуостров(территорияЙемена,Кувейта,Омана,Саудовской Аравии)
- Восточная Аравия

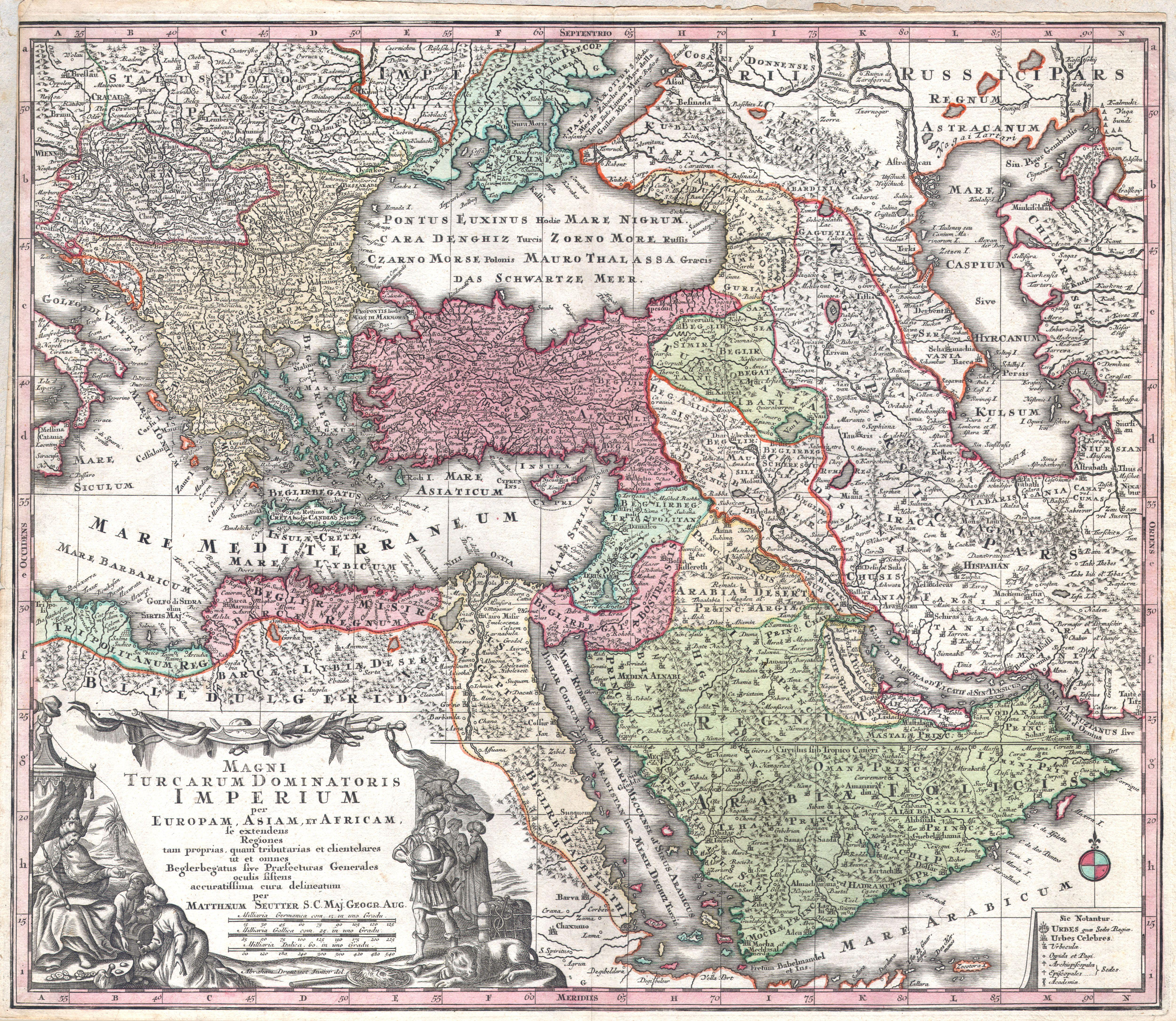
Аравия в 1730-е

  - Курейн — Али ал-Хамид шейх в 1722—1736[1]
  - Рас-эль-Хайма и Шарджа — Рашид ибн Матар аль-Касими эмир в Рас-эль-Хайме в 1719—1777 годы[2], эмир Шарджи в 1727—1777 годы[3]
  - Эль-Хаса (Халидиды[кат.]) — Али ибн Мухаммед, эмир в 1723—1736[4]
- Йемен — аль-Мансур аль-Хусейн имам в 1726, 1727—1748[5]
  - Вахиди — Хасан бин Хади, султан в 1706—1766 годы [источник не указан 1838 дней]
  - Верхняя Яфа — Али ибн Ахмад ибн Хархара, султан (ок. 1730 — ок. 1735); Ахмад бин Али ибн Хархара, султан (ок. 1735 — ок. 1750)[источник не указан 1838 дней]
  - Катири[6] — Амр ибн Бадр аль-Катир, шейх в 1725—1760 годы[источник не указан 1838 дней]
  - Лахедж — Фадл I ибн Али ас-Саллами, шейх в 1728—1742 годы[7]
  - Нижняя Яфа — Сайф ибн Кахтан, султан в ок. 1720 — ок.1740 годы[источник не указан 1838 дней]
  - Фадли — Абдаллах I бин Ахмад, султан в ок. 1730 — ок. 1760 годы[источник не указан 1838 дней]
- Оман- Сайф II ибн Султан, имам в 1718—1719, 1720—1722, 1723—1724, 1728—1742 годы[8]
- Хиджаз — Масуд III ибн Саид шериф Мекки в 1732—1733, 1734—1752 годы[9]
- Центральная Аравия
  - Джаззан — Ахмад ибн Мухаммед ибн Хайрат в 1728—1762 годы[10]
  - Дирийский эмират — Мухаммад ибн Сауд, эмир Эд-Диръии в 1726—1744, эмир первого Саудовского государства в 1744—1765[11]
  - Эр-Рияд — Хумайис в 1727—1737 годы[12].

### Афганские княжества
- Гильзаи(Кандагар) — Мир Хусейн, эмир в 1725—1738 годы[13].
- Дуррани (Абдали)- Ахмад-хан Дуррани, эмир с 1726 года, шах в 1747—1771 годы[14].

### Гималаи (Бутан,Непал, Сикким, часть Кашмира) и Тибет
- Балтистан - Зафар-хан Гази, в ок. 1710 - 1750 годы[15].
- Бутан — Ринпоче Мипхам Вангпо, деба в 1730—1736 годы; Мипхам Джигме Норбу, гьялчаб в 1717—1735 годы[16].
- Ладакх — Дэцун Намгьял, в 1729—1739 годы[17].
- Непальские государства —
  - Бхактапур — Ранажит Малла, раджа[англ.] в 1722—1768[18]/1769 годы[19]
  - Горкха — Нара Бхупал Шах, раджа в 1716—1742 годы[20]
  - Катманду (Кантипур) — Джагаджайя Малла, раджа[англ.] в 1722—1736 годы[21]
  - Лалитапур (Патан) — Шри-шри Вишну Малла[22], раджа[англ.] в 1729—1742 годы[23]
- Сикким — Чанцзод Тамдинг , чогьял в 1734—1740 годы[24].
- Тибет - входил в состав Цинь. Насутай амбани (наместник) в 1734 - 1737 годы[25].
  - Далай-ламы (правитель Кама) — Лобсан Калсан-джамцо (Далай-лама VII), далай-лама с 1708 (номинально), в 1717 (возведен в сан) —1758)[26].
  - Панчен-лама (правитель Западного Тибета) - Лобсан Ешей Пал-цэнпо, панчен-лама в 1663 - 1737 годы[27].
  - Цзам - Соднам Тобчжай, правитель Цзама в 1728 - 1740 годы, "царь Тибета" в 1740-1747 годы[28]

### Индокитай (территорияВьетнама,Камбоджи,Лаоса,Мьянмы,Таиландаи частьМалайзии)

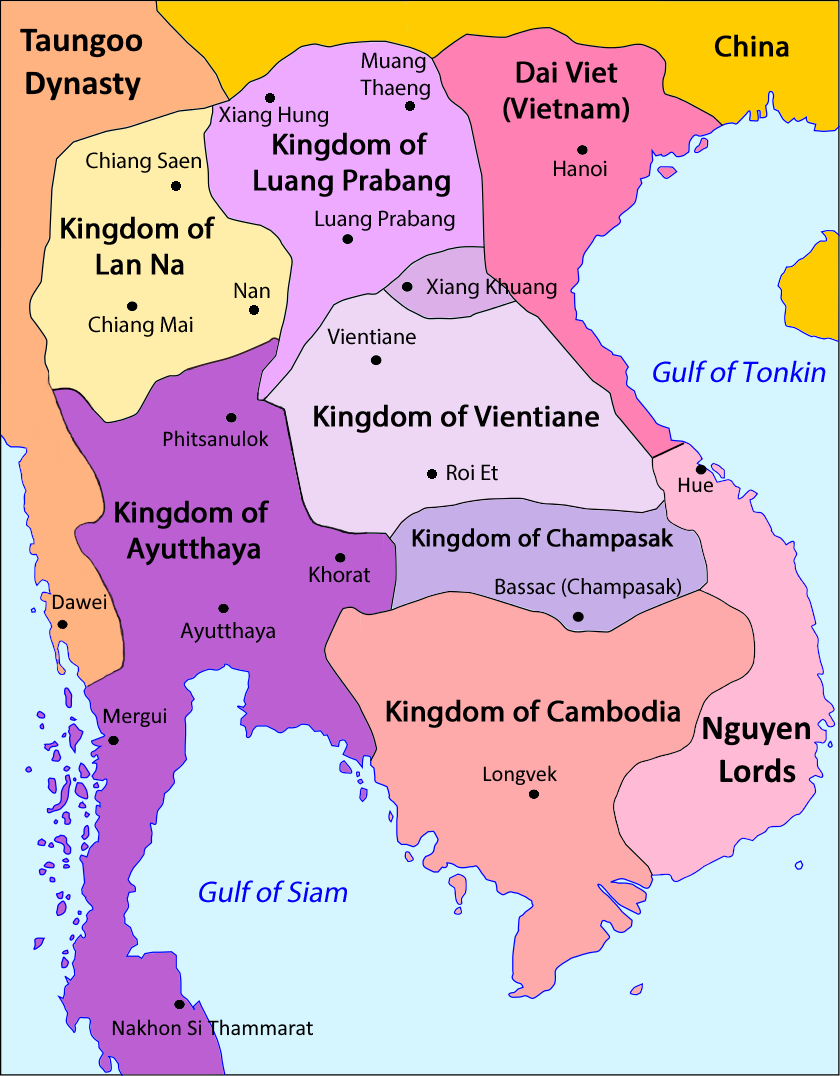
Страны Индокитая

- Дайвьет — Ле Тхуан-тонг, император (1732—1735; Ле И-тонг, император (1735—1740)[источник не указан 1837 дней]
- Камбоджа — Сатта II, король[англ.] (1722—1736, 1749)[источник не указан 1837 дней]
- Лаос  —
  - Вьентьян  — Онг Лонг, король (1730—1767)[источник не указан 1837 дней]
  - Луангпхабанг  — Тао Анг (Интасон), король (1723—1749)[источник не указан 1837 дней]
  - Пхуан  — Кхам Сатха, король (1723—1751)[источник не указан 1837 дней]
  - Тямпасак  — Нокасад, король (1713—1737)[источник не указан 1837 дней]
- Малайзия —
  - Джохор — Сулейман Бадрул Алам Шах, Султан[англ.] (1722—1760)[источник не указан 1837 дней]
  - Кедах — Мухаммад Жива Зайнал Адилин II, султан[англ.] (1710—1778)[источник не указан 1837 дней]
  - Келантан — Лонг Сулейман, раджа[англ.] (1734—1739, 1746—1756)[источник не указан 1837 дней]
  - Паттани — Юнус, раджа (1729—1749)[источник не указан 1837 дней]
  - Перак — Музаффар Рийят Шах III, султан (1728—1752)[источник не указан 1837 дней]
  - Тренгану — Мансур Шах I, султан (1733—1793)[источник не указан 1837 дней]
- Мьянма —
  - Ванмо[англ.] — междуцарствие (1734—1735); Кит Хо, саофа[англ.] (1735—1742)[источник не указан 1837 дней]
  - Йонгве[англ.] — Хток Ша Са, Саофа[англ.] (1733—1737)[источник не указан 1837 дней]
  - Кенгтунг[англ.] — Монг Хкон, саофа[англ.] (1730—1735, 1739—1742), междуцарствие (1735—1739)[источник не указан 1837 дней]
  - Локсок (Ятсок)[англ.] — Хкун Шве Тха, саофа[англ.] (1729—1753)[источник не указан 1837 дней]
  - Могаун[англ.] — Хум, саофа[англ.] (1729—1739)[источник не указан 1837 дней]
  - Сенви[англ.] — Сао Хкам Хсонг Хпа, саофа[англ.] (1730—1746)[источник не указан 1837 дней]
  - Аракан (Мьяу-У) — Нарадипати II, царь[англ.] (1734—1735), Нарапавара, царь[англ.] (1735—1737)[источник не указан 1837 дней]
  - Таунгу — Махадхаммараза Дипади, царь[англ.] (1733—1752)[источник не указан 1837 дней]
- Таиланд — 
  - Аютия — Боромакот (Бороммарачатират III), король (1733—1758)[источник не указан 1837 дней]
  - Ланнатай — Онг Кхам, король[англ.] (1727—1759)[источник не указан 1837 дней]

### Индостан(территорияБангладеш,Индии,Пакистана),Мальдивские островаиостров Шри-Ланка

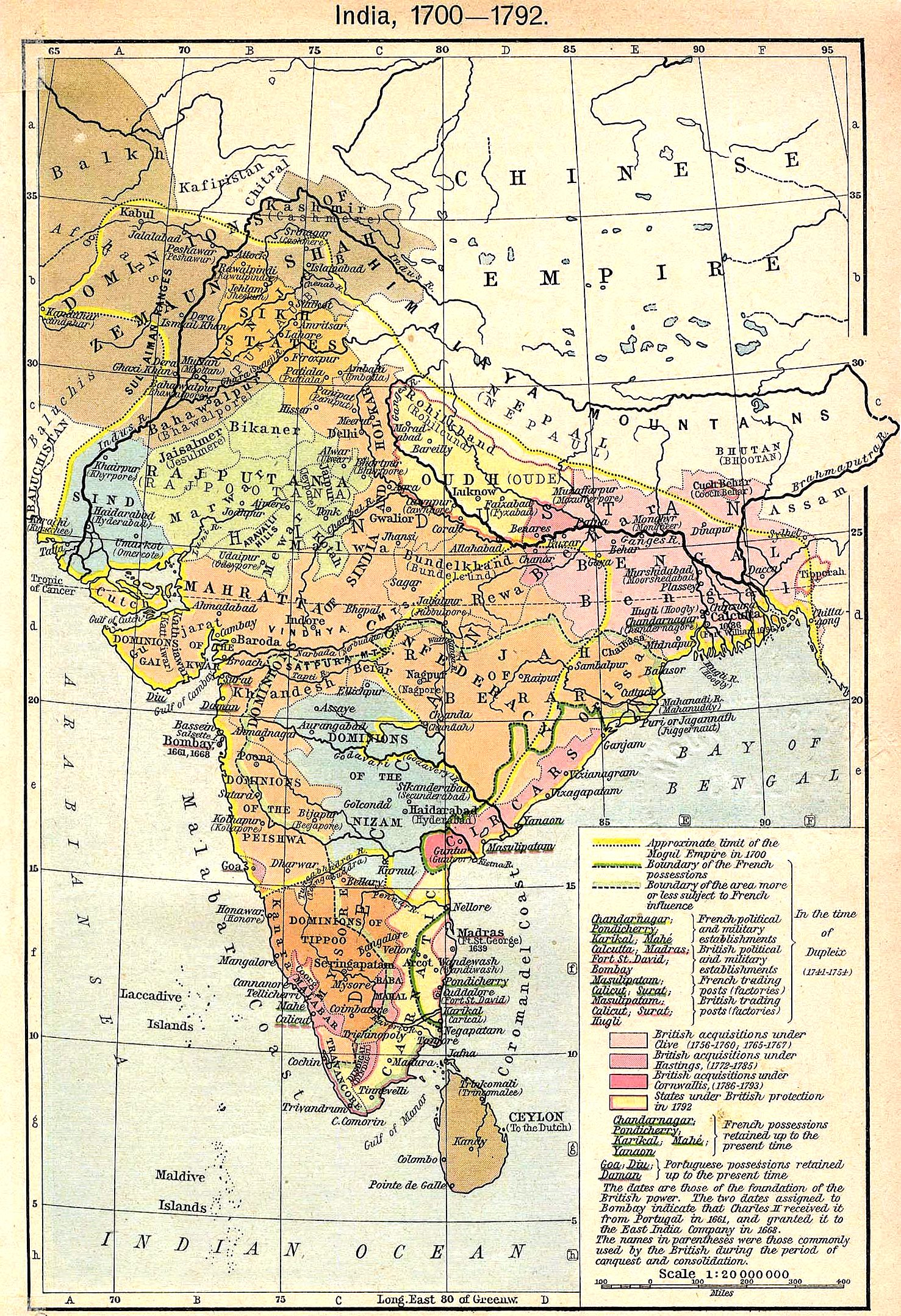
Индостан и сосежние земли в XVIII веке

- Великих Моголов империя — Мухаммад Шах, падишах (1719—1748)[источник не указан 1837 дней]
  - Амбер (Джайпур) — Джай Сингх II, Махараджа савай (1699—1743)[источник не указан 1837 дней]
  - Араккал[англ.] — Биби Джунумабе I, али раджа[англ.] (1732—1745)[источник не указан 1837 дней]
  - Ахом — Сутанфаа, махараджа[англ.] (1714—1744)[источник не указан 1837 дней]
  - Бансвара — Бишан Сингх, раджа (1713—1737)[источник не указан 1837 дней]
  - Барвани — Ануп Сингх, рана (1730—1760)[источник не указан 1837 дней]
  - Барода — Дамаджи Гаеквад, махараджа (1732—1768)[источник не указан 1837 дней]
  - Башахра[англ.] — Рам Сингх, рана[кат.] (1725—1761)[источник не указан 1837 дней]
  - Биканер —
    - Суджан Сингх, махараджа[англ.] (1700—1735)[источник не указан 1837 дней]
    - Зоравар Сингх, махараджа[англ.] (1735—1746)[источник не указан 1837 дней]

  - Биласпур (Калур) — Аймер Чанд, раджа (1692—1738)[источник не указан 1837 дней]
  - Бунди — Будх Сингх, раджа (1696—1735); Далел Сингх, раджа (1735—1749)[источник не указан 1837 дней]
  - Бхавнагар — Бхавсинхжи I Ратанджи, такур сахиб (1703—1764)[источник не указан 1837 дней]
  - Бхаратпур — Бадан Сингх, махараджа (1722—1755)[источник не указан 1837 дней]
  - Бхопал — Мохаммад Хан, наваб (1728—1742)[источник не указан 1837 дней]
  - Ванканер — Кесарисинхжи I Чандрасингхжи, раджа (1728—1749)[источник не указан 1837 дней]
  - Гвалиор — Раноджи Шинде, махараджа (1731—1745)[источник не указан 1837 дней]
  - Гондал — Халоджи Саграмжи, тхакур сахиб (1714—1753)[источник не указан 1837 дней]
  - Гулер[англ.] — Далип Сингх, раджа[англ.] (1695—1741)[источник не указан 1837 дней]
  - Даспалла[англ.] — Падманав Део Бханж, раджа[англ.] (1701—1753)[источник не указан 1837 дней]
  - Датия — Индражит Сингх, раджа (1733—1762)[источник не указан 1837 дней]
  - Девас младшее[англ.] — Дживаджи Рао, раджа[англ.] (1728—1774)[источник не указан 1837 дней]
  - Девас старшее[англ.] — Тукоджи Рао I, раджа[англ.] (1728—1754)[источник не указан 1837 дней]
  - Джайнтия[англ.] — Бар Госен, раджа[англ.] (1731—1770)[источник не указан 1837 дней]
  - Джанжира — Хасан Хан, вазир (1732—1734, 1740—1745); Сумбул Хан, вазир (1734—1737)[источник не указан 1837 дней]
  - Джайсалмер — Акхи Сингх, махараджа (1722—1762)[источник не указан 1837 дней]
  - Джалавад (Дрангадхра) — Раисинхжи Пратапсинхжи, сахиб (1729—1744)[источник не указан 1837 дней]
  - Дженкантал[англ.] — Бража Бехари, раджа[кат.] (1728—1741)[источник не указан 1837 дней]
  - Джхабуа — Шео Сингх, раджа (1727—1758)[источник не указан 1837 дней]
  - Джунагадх — Мухаммад Шер Хан Баби, наваб (1730—1758)[источник не указан 1837 дней]
  - Дхар — Удажи I Павар, рана (1730—1742)[источник не указан 1837 дней]
  - Дхолпур — Бхим Сингх, рана (1717—1756)[источник не указан 1837 дней]
  - Дунгарпур — Шив Сингх, махараджа (1730—1785)[источник не указан 1837 дней]
  - Идар — Ананд Сингх, раджа (1729—1753)[источник не указан 1837 дней]
  - Индаур — Малхар I, махараджа (1734—1766)[источник не указан 1837 дней]
  - Камбей — Мирза Джаффар Мумин, наваб (1730—1742)[источник не указан 1837 дней]
  - Караули — Гопал Сингх, махараджа (1734—1757)[источник не указан 1837 дней]
  - Кач — Дешалджи I, раджа (1718—1752)[источник не указан 1837 дней]
  - Келади[англ.] — Сомашекара Найяка II, раджа[англ.] (1714—1739)[источник не указан 1837 дней]
  - Кишангарх — Раж Сингх, махараджа (1706—1748)[источник не указан 1837 дней]
  - Кодагу (Коорг)[англ.] — Додда Вираппа, раджа[англ.] (1687—1736)[источник не указан 1837 дней]
  - Колхапур — Самбхаджи I, раджа (1714—1760)[источник не указан 1837 дней]
  - Кота — Дуржан Сал, махараджа (1723—1756)[источник не указан 1837 дней]
  - Кочин — Рама Варма VI, махараджа (1731—1746)
  - Куч-Бихар — Упендра Нарайян, раджа (1714—1763)[источник не указан 1837 дней]
  - Лунавада[англ.] — Нар Сингх, рана[англ.] (1711—1735); Вахат Сингх, рана[англ.] (1735—1757)[источник не указан 1837 дней]
  - Мадурай — Меенакши, королева-регент(1731—1736)[источник не указан 1837 дней]
  - Майсур — Кришнараджа Водеяр II, махараджа (1734—1766)[источник не указан 1837 дней]
  - Малеркотла — Джамаль Хан, наваб (1717—1762)[источник не указан 1837 дней]
  - Манди — Шамшер Сен, раджа (1727—1781)[источник не указан 1837 дней]
  - Манипур — Памхейба, раджа[англ.] (1709—1754)[источник не указан 1837 дней]
  - Маратхская империя — Шахуджи I, чхатрапати (император) (1707—1749)[источник не указан 1837 дней]
  - Марвар (Джодхпур) — Абхай Сингх, раджа (1724—1749)[источник не указан 1837 дней]
  - Мевар (Удайпур) — Джагат Сингх II, махарана (1734—1751)[источник не указан 1837 дней]
  - Морви — Алияджи Раваджи, сахиб (1733—1739)[источник не указан 1837 дней]
  - Мудхол — Пираджирао, раджа (1734—1737)[источник не указан 1837 дней]
  - Наванагар — Тамачи II Хардхолджи, джам (1727—1743)[источник не указан 1837 дней]
  - Нарсингхгарх — Моти Сингжи, раджа (1695—1751)[источник не указан 1837 дней]
  - Орчха — Удват Сингх, раджа (1689—1735); Притхви Сингх, раджа (1735—1752)[источник не указан 1837 дней]
  - Паланпур — Пахар Хан II, диван (1732—1743)[источник не указан 1837 дней]
  - Панна — Хардесах Сингх, раджа (1731—1739)[источник не указан 1837 дней]
  - Порбандар — Викматжи III Химоджи, рана (1728—1757)[источник не указан 1837 дней]
  - Пратабгарх — Гопал Сингх, махарават (1721—1756)[источник не указан 1837 дней]
  - Пудуккоттай — Виджайя Рагхунатха Райя Тондемен I, раджа (1730—1769)[источник не указан 1837 дней]
  - Раджгарх — Амар Сингх, рават (1714—1740)[источник не указан 1837 дней]
  - Раджпипла — Гомалсингхжи Джитсинхжи, махарана (1730—1754)[источник не указан 1837 дней]
  - Ратлам — Ман Сингх, махараджа (1717—1743)[источник не указан 1837 дней]
  - Рева — Авадхут Сингх, раджа (1700—1755)[источник не указан 1837 дней]
  - Рохилкханд — Али Мохаммед Хан, наваб (1721—1748)[источник не указан 1837 дней]
  - Савантвади — Пхонд Савант Бхонсле II, раджа (1709—1738)[источник не указан 1837 дней]
  - Самбалпур[англ.] — Абхай Сингх, раджа[англ.] (1732—1778)[источник не указан 1837 дней]
  - Сирмур — Биджай Пракаш, махараджа (1712—1736)[источник не указан 1837 дней]
  - Сирохи — Ман Сингх III, раджа (1705—1749)[источник не указан 1837 дней]
  - Ситамау — Кешо Дас, раджа (1701—1748)[источник не указан 1837 дней]
  - Сонепур — Дивья Сингх Део, раджа (1725—1766)[источник не указан 1837 дней]
  - Сукет — Гарур Сен, раджа (1721—1748)[источник не указан 1837 дней]
  - Танджавур — Туккоджи, раджа (1728—1736)[источник не указан 1837 дней]
  - Траванкор — Мартханда Варма, махараджа (1729—1758)[источник не указан 1837 дней]
  - Трипура — Мукунда Маникья, раджа[англ.] (1729—1739)[источник не указан 1837 дней]
  - Хайдарабад — Асаф Джах I, низам (1724—1748)[источник не указан 1837 дней]
  - Хилчипур[англ.] — Фатех Сингх, деван[англ.] (1715—1738)[источник не указан 1837 дней]
  - Хиндол[англ.] — Дамодар Сингх Нарендра, раджа[англ.] (1733—1770)[источник не указан 1837 дней]
  - Чамба — Угар Сингх, раджа (1720—1735); Далел Сингх, раджа (1735—1748)[источник не указан 1837 дней]
  - Читрадурга[англ.] — Мадакари Найяка IV, найяк[англ.] (1721—1748)[источник не указан 1837 дней]
  - Шахпура — Умаид Сингх I, раджа (1729—1769)[источник не указан 1837 дней]
- Пакистан —
  - Калат — Мухаббат, хан (1730—1749)[источник не указан 1837 дней]
  - Синд (династия Калхара) — Нур Мухаммад Калхоро, худа хан[англ.] (1719—1755)[источник не указан 1837 дней]
  - Харан — Пурдил, мир (1711—1747)[источник не указан 1837 дней]
  - Читрал — Шах Афзал I, мехтар (1724—1754)[источник не указан 1837 дней]
- Мальдивы — Ибрагим Искандар II, султан (1720—1750)[источник не указан 1837 дней]
- Канди — Вира Нарендра Синха, царь[англ.] (1707—1739)[источник не указан 1837 дней]

### Иран
- Сефевидское государство — Аббас III, номинальный шахиншах Ирана в 1732—1736[29]
- Государства Афшаридов — Надир-шах, (фактический правитель Ирана с 1720-х, шах в 1736—1747)[30]
- отдельные эмираты
  - Мазендаран Фатх Али-хан Каджар эмир (1721—1750)[31]

### Китай
- Империя Цин  Юнчжэн (Иньчжэнь), император в 1722—1735 годы, Цяньлун (Хунли), император в 1735—1796 годы[источник не указан 1838 дней]

### Корея
- Корея (Чосон) — Ёнджо, ван в 1724—1776 годы [источник не указан 1838 дней]

### Малайский архипелаг(территорияБрунея,Восточного Тимора,Индонезии,Филиппини частьМалайзии)
- Бруней — Мухаммад Алауддин, султан (1730—1737)
- Индонезия —
  - Аче — Алауддин Ахмад Шах, султан (1727—1735); Аладдин Джохан Шах, султан (1735—1760)[источник не указан 1838 дней]
  - Бантам — Абу аль-Фатхи Мухаммад Сиифа, султан[англ.] (1733—1750)[источник не указан 1838 дней]
  - Бачан — Хамза Тарафан Нур, султан[англ.] (1732—1741)[источник не указан 1838 дней]
  - Дели — Пасутан, туанку (1728—1761)[источник не указан 1838 дней]
  - Матарам — Пакубовоно II, сусухунан (1726—1745)[источник не указан 1838 дней]
  - Сиак — Абдул Джалил Рахмад Шах I, султан (1725—1746)[источник не указан 1838 дней]
  - Сулу — Насаруд-Дин, султан[англ.] (1732—1735); Азим уд-Дин I, султан[англ.] (1735—1748, 1764—1773)[источник не указан 1838 дней]
  - Тернате — Амир Искандар Зулькарнен Саифуддин, султан (1714—1751)[источник не указан 1838 дней]
  - Тидоре — Муидуддин Маликулманан, султан[англ.] (1728—1757)[источник не указан 1838 дней]
- Филиппины —
  - Магинданао — Байан ал-Анвар, султан (1702—1736)[источник не указан 1838 дней]

### Османская империя
- Османская империя — Махмуд I султан в 1730—1754 годы[32]

### Средняя Азия(Туркестан) иказахские степи
- Джунгарское ханство — Галдан Цэрен, хан (1727—1745)[33]
- Казахское ханство
  - Старший жуз (ставка в Ташкенте) — Жолбарыс-хан, хан (1720—1740)[34]
  - Средний жуз — Барак султан фактический правитель в 1731—1750[35], а также Абилмамбет, хан номинально с 1734 года, фактически в 1737[35]/1739[36] —1771 годы[35]
  - Младший жуз — Абулхаир хан, хан (1718—1748)[37]
- Бухарское ханство — Абулфейз-хан, хан (1711—1747)[38]
- Кокандское ханство — Абдурахим-бий[39] или Абдукарим-бий[40]
- Хивинское ханство — Ильбарс-хан II хан в 1728—1740 годы[41]

### Японские острова
- Рюкю — Сё Кэй, ван (1712—1752)[источник не указан 1838 дней]
- Рюкю (государство) — Сё Кэй, ван (1713—1751)[источник не указан 1838 дней]
- Япония
  - Тэнно (номинальные монархи): Накамикадо (Ёсихито), император (1709—1735)[источник не указан 1838 дней]
  - Сакурамати, император (1735—1747)[источник не указан 1838 дней]
  - Сёгун (фактический правитель): Токугава Ёсимунэ, сёгун (1716—1745)[источник не указан 1838 дней]

## Америка
- Бразилия — Васко Фернандес Сезар де Менезес, вице-король[порт.] (1720—1735); Андре де Мело э Кастро, вице-король[порт.] (1735—1749)
- Новая Испания — Хуан Антонио де Висаррон-и-Эгиаррета, вице-король (1734—1740)[источник не указан 1838 дней]
- Перу — Хосе де Армендарис, вице-король (1724—1736)[источник не указан 1838 дней]

## Африка

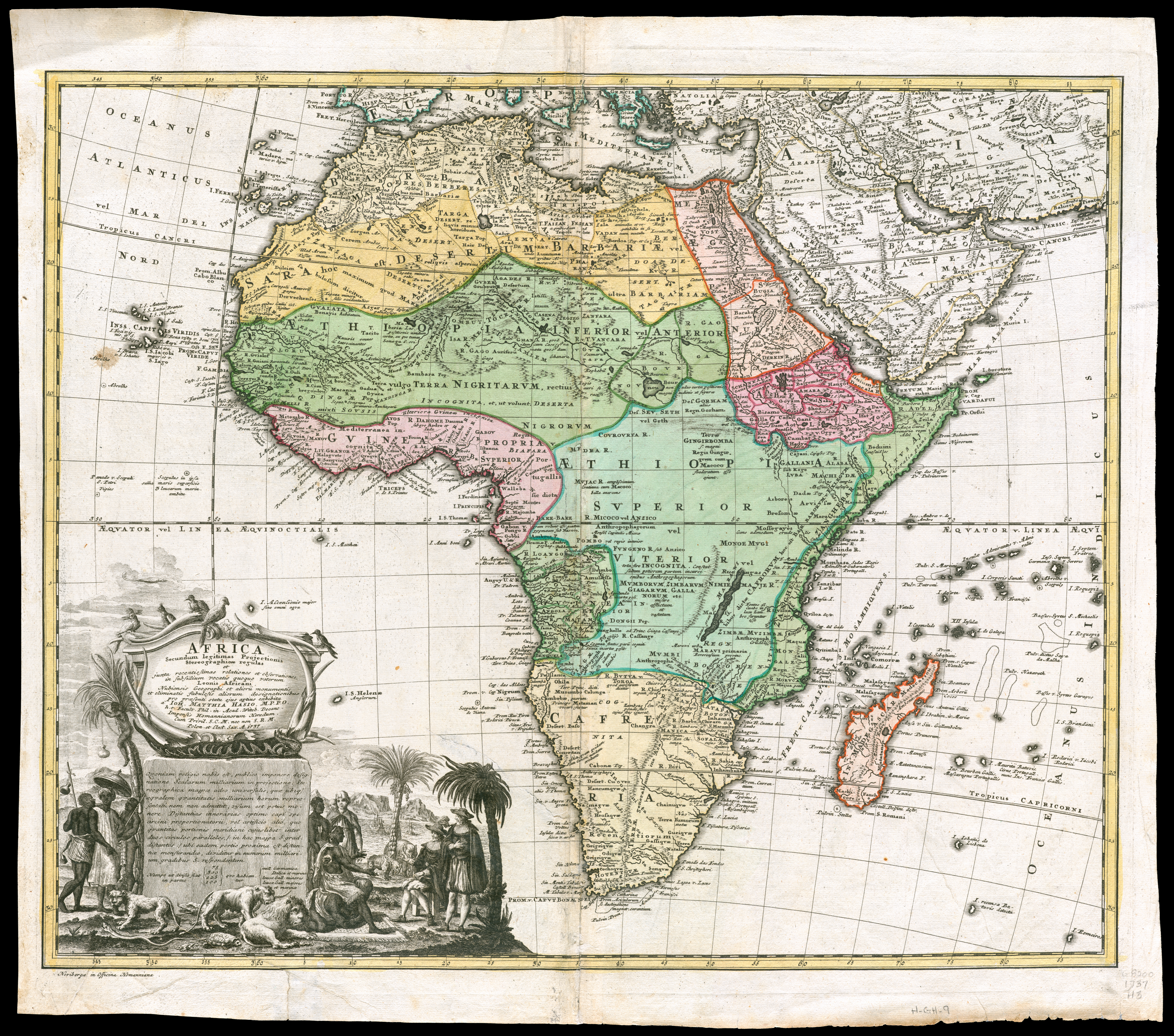
Африка в 1730-е

- Алжир — Ибрахим II Вели (Старший) дей в 1732—1745[42]
- Аусса — Кандхафо, султан (1734—1749)[источник не указан 1838 дней]
- Ашанти — Опоку Варе I[англ.], асантехене в ок.1730 — ок.1740-е годы[43]
- Багирми — Ванья, султан (1722—1736)[источник не указан 1838 дней]
- Бамбара (империя Сегу) — Кулибали, битон (1712—1755)[источник не указан 1838 дней]
- Бамум — Куту, мфон (султан)[англ.] (1672—1757)[источник не указан 1838 дней]
- Бени-Аббас[англ.] —
  - Бузид Мокрани, султан[фр.] (1680—1735)[источник не указан 1838 дней]
  - эль-Хадж бен Бузид Мокрани, султан[фр.] (1735—1783)[источник не указан 1838 дней]
- Бенинское царство — Акензуа I, оба[англ.] (1713—1740)[источник не указан 1838 дней]
- Борну — Мухаммад VII, маи[нем.] (1729—1744)[источник не указан 1838 дней]
- Буганда — Кагулу, кабака (ок. 1734 — ок. 1736)[источник не указан 1838 дней]
- Буньоро — Духага, омукама (1731— ок.1782)[источник не указан 1838 дней]
- Бурунди — Мвези III, мвами (король) (1709—1739)[источник не указан 1838 дней]
- Бусса[англ.] — Ерима Бусса дан Кисеру Броди, киб (1730—1750)[источник не указан 1838 дней]
- Ваало[англ.] —
  - Меу Мбоди Кумба Хеди, король (1734—1735)[источник не указан 1838 дней]
  - Йерим Ходе Фара Мбож, король (1735—1736)[источник не указан 1838 дней]
- Варсангали[англ.] — Мохамед, султан[кат.] (1705—1750)[источник не указан 1838 дней]
- Вогодого — Кум I, нааба (ок. 1710 — ок. 1740)[источник не указан 1838 дней]
- Гаро (Боша) — Вако, тато[англ.] (ок. 1720 — ок. 1740)[источник не указан 1838 дней]
- Гвирико[англ.] — Фамаган Уаттара, царь[англ.] (ок. 1714 — ок. 1742)[источник не указан 1838 дней]
- Дагомея — Агажа, ахосу (1718 — 1740)[источник не указан 1838 дней]
- Дамагарам — Маллам Юнус дан Ибрам, султан (1731—1746)[источник не указан 1838 дней]
- Дарфур — Умар Леле ибн Мухаммад I Доура, султан (1732—1739)[источник не указан 1838 дней]
- Денкира[англ.] — Амоако Атта Кума, денкирахене[англ.] (1725—1770)[источник не указан 1838 дней]
- Джолоф — аль-Бури Дьякер, буур-ба[англ.] (1721—1740)[источник не указан 1838 дней]
- Имерина — Андриамбеломасина, король[англ.] (1730—1770)[источник не указан 1838 дней]
- Кайор — Иса-Тенде, дамель (1719—1748)[источник не указан 1838 дней]
- Кано[англ.] — Кумбари, султан[англ.] (1731—1743)[источник не указан 1838 дней]
- Каффа — Гаки Гаотшо, царь (ок. 1710 — 1742)[источник не указан 1838 дней]
- Койя — Наимбанна II, обаи (1720—1793)[источник не указан 1838 дней]
- Конго — Мануэль II, маниконго[англ.] (1718—1743)[источник не указан 1838 дней]
- Ливия — Ахмед I Караманли, паша в 1711—1745 годы[44]
- Лунда — Кутеба I Кат Катенг, муата ямво (ок. 1720— ок. 1750)[источник не указан 1838 дней]
- Марокко — Абдаллах II, султан в 1729—1735, 1736 годы; Али аль-Арадж, султан в 1735—1736 годы[45]
- Массина — Гидадо, ардо (1706—1761)
- Матамба и Ндонго[англ.] — Афонсо I, король[англ.] (1721—1741)[источник не указан 1838 дней]
- Мутапа —
  - Саматамбира Ньямханду I, мвенемутапа[англ.] (1712—1735)[источник не указан 1838 дней]
  - Ньятсусу, мвенемутапа[англ.] (1735—1740)[источник не указан 1838 дней]
- Нри[англ.] — Эвенетем, эзе[англ.] (1724—1794)[источник не указан 1838 дней]
- Руанда — Кигели III Ндабараса, мвами (1708—1741)[источник не указан 1838 дней]
- Салум — Ндене Ндиае Биге Ндао, маад (1734—1753)[источник не указан 1838 дней]
- Свазиленд (Эватини) — Дламини III, вождь (1720—1744)[источник не указан 1838 дней]
- Сеннар — Бади IV (Абу Шеллук), мек (1724—1762)[источник не указан 1838 дней]
- Твифо-Хеман (Акваму)[англ.] — Аконно Кума, регент (1730—1744)[источник не указан 1838 дней]
- Трарза — Амар II ульд Адди, эмир (1727—1757)[источник не указан 1838 дней]
- Тунис — Хусейн I ибн Али, бей в 1705—1735 годы; Абуль Хасан Али I, бей в 1735—1756[46]
- Харар[англ.] — Хамид ибн Абубакар, эмир[англ.] (1733—1747)[источник не указан 1838 дней]
- Эфиопия — Иясу II Малый, негус в 1730 — 1755 годы[47]

## Евразия

### Кавказ
- Азербайджанские ханства
  - Бакинское ханство — Даргах Кули-бег в 1723—1736 годы[48]
  - Гянджинское ханство — Угурлу-хан II, в 1730—1738 годы[49]
  - Кубинское ханство — Хусейн Али-хан[50]
- Грузинские княжества
  -  Гурийское княжество — Мамия IV Гуриели, князь (1726—1756, 1758—1765, 1771—1776)[источник не указан 1838 дней]
  - Имеретинское царство — Александр V, царь в 1720—1741, 1742—1752 годы[51]
  - Картлийское царство — сначала под прямым управлением Османской империи (Топал-паша в 1734—1735 годы), а потом прямым управлением Сефевидского Ирана (Тахмасп Кули-хан в 1735—1736 годы)[52]
  - Кахетинское царство — Теймураз II, царь в 1733—1744 годы[53]
  -  Мегрельское княжество — Отия Дадиани, князь (1728—1757)[источник не указан 1838 дней]

## Европа

### Британские острова
- Великобритания и Ирландия — Георг II, король в 1727—1760 годы[54]; Роберт Уолпол, премьер-министр в 1721—1742 годы[55]

### Венгрия
- Венгрия — Карл III (император Карл VI), король (1711—1740)[источник не указан 1838 дней]

### Итальянские государства
- Венецианская республика — Карло Руццини, дож в 1732—1735 годы; Альвизе Пизани, дож в 1735—1741 годы[источник не указан 1838 дней]
- Гвасталла — Джузеппе Мария Гонзага, герцог[англ.] (1729—1746)[источник не указан 1838 дней]
- Генуэзская республика — Стефано Дураццо, дож (1734—1736)[источник не указан 1838 дней]
- Масса и Каррара — Мария Тереза, княгиня (1731—1790)[источник не указан 1838 дней]
- Модена и Реджо — Ринальдо д’Эсте — герцог в 1694—1737 годы[56]
- Монако — Оноре III, князь (1733—1793)[источник не указан 1838 дней]
- Неаполитанское королевство — Карл VII Бурбон, король (1734—1759)[источник не указан 1838 дней]
- Папская область — Климент XII, папа в 1730—1740 годы[источник не указан 1838 дней]
- Пармское герцогство — Карл I Бурбон, герцог в 1731—1735 годы; Карл II Габсбург, герцог в 1735—1740 годы[57]
- Пьомбино — Мария Элеонора I Бонкомпаньи, княгиня (1733—1745)[источник не указан 1838 дней]
- Сардинское королевство — Карл Эммануил III, король в 1730—1773 годы[58]
- Сицилия — Карл V Бурбон, король (1734—1759)[источник не указан 1838 дней]
- Тосканское герцогство — Джан Гастоне Медичи, великий герцог в 1723—1737 годы[59]

### Нидерланды (Республика Соединённых провинций)
- Нидерланды (Республика Соединённых провинций) —
  - Второй период без штатгальтера[англ.] (1702—1747)
  - Симон ван Слигеландт[англ.], великий пенсионарий[англ.] (1727—1736)[источник не указан 1838 дней]

### Османская империя и её вассалы
- Валахия — Григорий II Гика, господарь (1733—1735, 1748—1752); Константин III Маврокордат, господарь (1730, 1731—1733, 1735—1741, 1744—1748, 1756—1758, 1761—1763)[источник не указан 1838 дней]
- Крымское ханство — Каплан-Гирей I хан в 1707—1708, 1713—1716, 1730—1736 годы[60]
- Молдавское княжество — Константин IV Маврокордат, господарь (1733—1735, 1741—1743, 1748—1749, 1769); Григорий II Гика, господарь (1726—1733, 1735—1739, 1739—1741, 1747—1748)[источник не указан 1838 дней]

### Пиренейский полуостров
- Андорра
  - Людовик XV, король Франции, князь-соправитель (1715—1774)
  - Симео де Гвинда-и-Апестегуи, епископ Урхельский, князь-соправитель (1714—1737)[источник не указан 1838 дней]
- Испания — Филипп V, король (1700—1724, 1724—1746)[источник не указан 1838 дней]
- Португалия — Жуан V Великодушный, король (1706—1750)[источник не указан 1838 дней]

### Речь Посполитая
- Речь Посполитая — Август III, король польский и великий князь литовский в 1734—1763 годы[61]
  -  Курляндия и Семигалия — Фердинанд, герцог в 1730—1737 годы[62]

### Российская империя
- Российская империя — Анна Иоанновна, императрица в 1730 — 1740 годы[63]
  - Калмыцкое ханство — Церен-Дондук, хан 1724—1735[64]/1737 годы[65]; Дондук-Омбо, хан в 1735[64]/1737[65]—1741 годы[66]

### Священная Римская империя

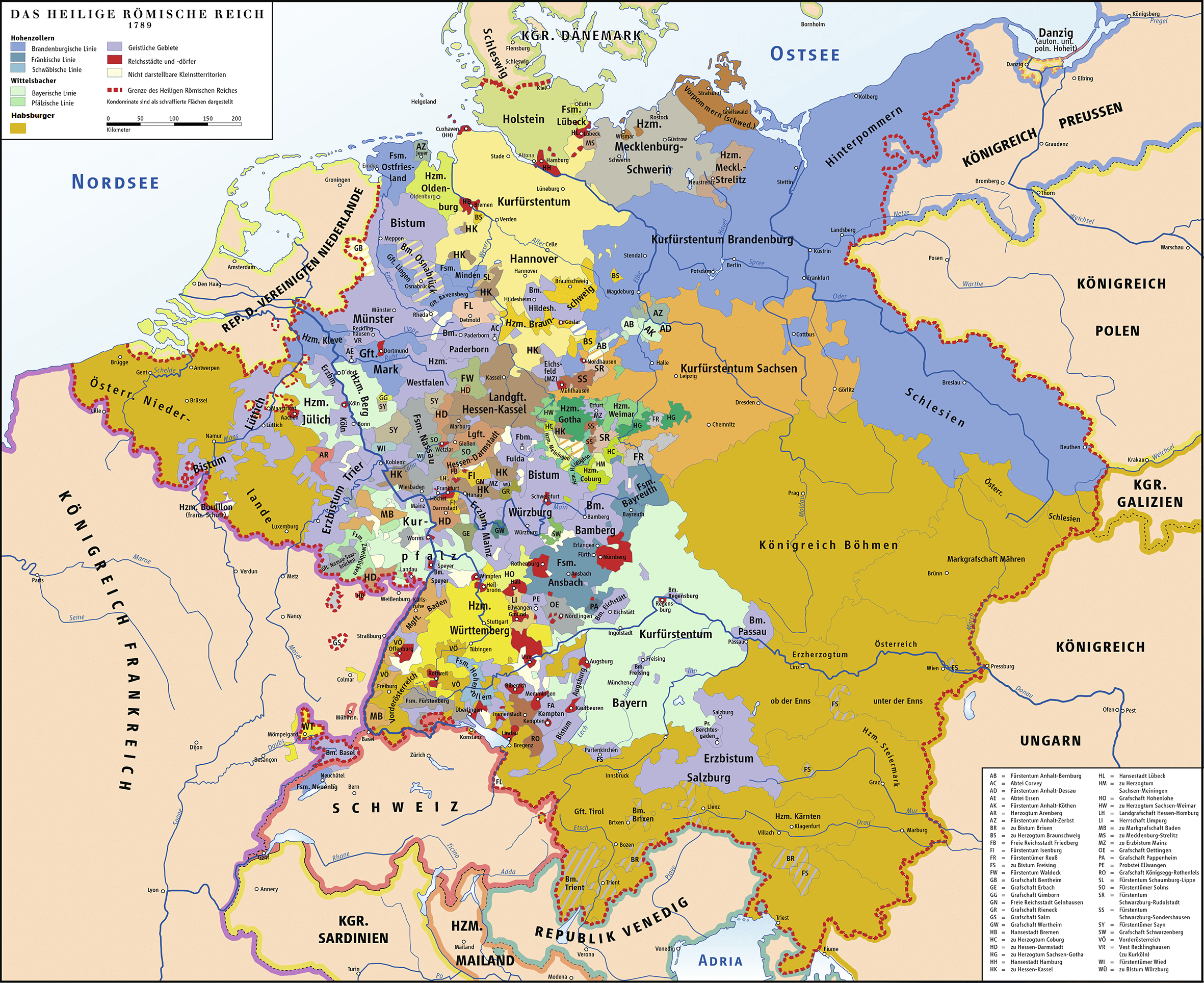
Государства Священной Римской империи

- Священная Римская империя — Карл VI Габсбург, император в 1711—1740 годы[67]
- курфюрсты:
  - Бавария — Карл VII Альбрехт, курфюрст в 1726—1745 годы[68]
  - Богемия — император Карл VI Габсбург, король и курфюрст в 1711—1740 годы[69]; Франц Леопольд фон Штернберг[чеш.] штатгальтер в 1728—1737 годы[70]
  - Ганновер — Георг II, курфюрст в 1727—1760 годы[71]
  - Кёльнское курфюршество — Клеменс Август Баварский, архиепископ в 1723—1761 годы[72]
  - Майнцское курфюршество — Филипп Карл фон Эльтц[нем.], архиепископ в 1732—1743 годы[73]
  - Пруссия и Бранденбургское курфюршество — Фридрих Вильгельм I, «король в Пруссии» и курфюрст Бранденбурга в 1713—1740 годы;[74]
  - Курфюрст Пфальцский — Карл III Филипп, курфюрст в 1716—1742 годы[75]
  - Саксония — Август III, курфюрст в 1733—1763[76]
  - Трирское курфюршество — Франц Георг фон Шёнборн, курфюрст в 1729—1756 годы[источник не указан 1838 дней]
- прочие правители
  - Австрия — Карл III (император Карл VI), эрцгерцог (1711—1740)[источник не указан 1838 дней]
  - Ангальт —
    - Ангальт-Бернбург — Виктор II Фридрих, князь в 1721—1765 годы[77]
    - Ангальт-Бернбург-Шаумбург-Хойм — Виктор I Амадей Адольф, князь в 1727—1772 годы[78]
    - Ангальт-Дессау — Леопольд I Старый, князь в 1693—1747 годы[79]
    - Ангальт-Дорнбург — Иоганн Людвиг II, князь (1704—1746); Кристиан Август, князь (1704—1747); Иоганн Фридрих, князь (1704—1742)[источник не указан 1835 дней]
    - Ангальт-Кётен — Август Людвиг, князь в 1728—1755 годы[80]
    - Ангальт-Цербст — Иоганн Август, князь в 1718—1742 годы[81]

  - Ансбах — Карл Вильгельм Фридрих, маркграф (1723—1757)[источник не указан 1838 дней]
  - Баден —
    - Баден-Баден — Людвиг Георг, маркграф в 1707—1761 годы[82]
    - Баден-Дурлах — Карл III Вильгельм, маркграф в 1709—1738 годы[83]

  - Байрет (Кульмбах) — Георг Фридрих Карл, маркграф (1726—1735); Фридрих III, маркграф (1735—1763)[источник не указан 1838 дней]
  - Бентгейм-Бентгейм — Фридрих Карл, граф в 1731 — 1753 годы[84]
  - Бентгейм-Штейнфурт — Карл Пауль Эрнст[болг.], граф в 1733 — 1780 годы[85]
  - Брауншвейг-Вольфенбюттель — Людвиг Рудольф, герцог в 1731—1735 годы; Фердинанд Альбрехт II, герцог в 1735 году; Карл I, герцог в 1735—1780 годы[86]
  - Брауншвейг-Вольфенбюттель-Беверн — Фердинанд Альбрехт II, герцог в 1687—1735 годы; Эрнст Фердинанд, герцог в 1735—1746 годы[87]
  - Буйон — Шарль Жоффруа[нем.], герцог в 1730—1771 годы[88]
  - Вальдек-Пирмонт — Карл Август, князь в 1728—1763 годы[89]
  - Восточная Фризия — Карл Эдцард, князь в 1734—1744 годы[90]
    - Ритберг — Максимилиан Ульрих фон Кауниц[нем.], граф в 1699 — 1746 годы[91]

  - Вюртемберг — Карл Александр, герцог в 1733—1737 годы[92]
  - Ганау — Иоганн Рейнхард III, граф в 1712—1736 годы[93]
  - Гессен —
    - Гессен-Гомбург — Фридрих III, ландграф в 1708—1746 годы[94]
    - Гессен-Дармштадт — Эрнст Людвиг I, ландграф в 1678—1739 годы[95]
    - Гессен-Кассель — Фридрих I, ландграф в 1730—1751 годы[96]
    - Гессен-Ротенбург — Эрнст Леопольд[нем.], ландграф в 1725—1749 годы[97]
    - Гессен-Филипсталь — Карл I, ландграф в 1721—1770 годы[98]
      - Гессен-Филипсталь-Бархфельд — Вильгельм, ландграф в 1721—1761 годы[99]

  - Гогенцоллерн-Гехинген — Фридрих Людвиг, князь (1730—1750)[источник не указан 1838 дней]
  - Гогенцоллерн-Зигмаринген — Иосиф, князь (1715—1769)[источник не указан 1838 дней]
  - Гогенцоллерн-Хайгерлох — Фердинанд Антон Леопольд, граф (1702—1750)[источник не указан 1838 дней]
  - Гольштейн
    - Гольштейн-Готторп — Карл Фридрих, герцог в 1702—1739 годы[100]
    - Гольштейн-Зондербург-Августенбург — Христиан Август, герцог в 1714—1754 годы[101]
    - Гольштейн-Зондербург-Бек[нем.] — Фридрих Вильгельм II[нем.], герцог в 1714—1754 годы[102]
    - Гольштейн-Зондербург-Плён[нем.] — Фридрих Карл, герцог в 1729—1761 годы[103]
    - Гольштейн-Глюксбург[нем.] — Фридрих VI[нем.], герцог в 1729 — 1766 годы[104]

  - Кастель-Ремлинген — Август Франц[нем.], граф в 1709—1767 годы[105]
  - Кастель-Рюденхаузен — Иоганн Фридрих[нем.], граф в 1681—1749 годы[106]
  - Клетгау и Шварценберг — Йозеф Адам[чеш.], ланграф в 1732—1782 годы[107]
  - Липпе-Детмольд- Симон Август, граф в 1734 — 1782 годы[108]
  - Лихтенштейн — Иоганн Непомук, князь (1732—1748)[источник не указан 1838 дней]
  - Лотарингия — Франц I Стефан, герцог в 1729— 1736 годы[109]
  - Мекленбург —
    - Мекленбург-Стрелиц — Адольф Фридрих III, герцог в 1708—1752 годы[110]
    - Мекленбург-Шверин — Карл Леопольд, герцог в 1713—1747 годы[111]; Кристиан Людвиг II администратор в 1728 — 1747 годы, герцог в 1747 — 1756 годы[112]

  - Графства Нассау:
    - Нассау-Вейльбург — Карл Август, князь в 1719—1753 годы[113]
    -  Нассау-Дилленбург[нем.] — Кристиан, князь в 1724—1739 годы[114]
    - Нассау-Саарбрюккен — Карл, граф в 1728—1735 годы; Вильгельм Генрих, граф (а с 1741 князь) в 1735—1768 годы[115]
    - Нассау-Узинген — Карл, князь в 1718—1775 годы[116]
    - Нассау-Оранж[англ.] — Вильгельм IV Оранский, князь в 1711—1751 годы[117]

  - Пфальц
    - Пфальц-Биркенфельд-Гельнхаузен[англ.] — Фридрих Бернард[англ.], пфальцграф в 1704—1739 годы[118]
    - Пфальц-Зульцбах — Карл IV Теодор, пфальцграф в 1733—1742 годы[119]
    - Пфальц-Нойбург — Карл III Филипп, пфальцграф в 1716—1742 годы[120]
    - Пфальц-Цвейбрюккен — Кристиан III, пфальцграф в 1734—1735 годы; Кристиан IV, пфальцграф в 1735—1775 годы[121]

  - Рекгейм[нем.] — Карл Гоберт, граф в 1720 — 1749 годы[122]
  - Сайн-Витгенштейн — Фридрих Карл[болг.], граф в 1724—1786 годы[123]
  - Саксонские герцогства:
    - Саксен-Веймар — Эрнст Август I, герцог (1707—1748)[источник не указан 1838 дней]
    - Саксен-Вейсенфельс — Кристиан, герцог (1712—1736)[источник не указан 1838 дней]
      - Саксен-Вейсенфельс-Барби — Генрих Альбрехт, герцог (1728—1739)[источник не указан 1838 дней]

    - Саксен-Гильдбурггаузен — Эрнст Фридрих II, герцог в 1724—1745 годы[124]
    - Саксен-Гота-Альтенбург — Фридрих III, герцог в 1732—1772 годы[125]
    - Саксен-Кобург-Заальфельд — Кристиан Эрнст, герцог в 1729—1745 годы[126]
    - Саксен-Мейнинген — Карл Фридрих, герцог в 1729—1743 годы[127]; Фридрих Вильгельм, герцог в 1706—1746 годы; Антон Ульрих, герцог в 1706—1763 годы
    - Саксен-Мерзебург — Генрих, герцог (1731—1738)[источник не указан 1838 дней]
    - Саксен-Эйзенах — Вильгельм Генрих, герцог в 1729—1741 годы[128]
    - Силезские княжества —
      - Берутувское княжество (герцогство Бернштадт) — Карл, князь (1697—1745)[источник не указан 1838 дней]
      - Олесницкое княжество (герцогство Эльс) — Карл Фридрих II, князь (1704—1744); Карл Кристиан Эрдман, князь (в Вильгельминенорте) (1734—1744)[источник не указан 1838 дней]

  - Сольмс-Браунфельс  — Фридрих Вильгельм, граф в 1724—1742 годы, князь в 1742—1761 годы[129]
  - Фюрстенберг  — Фробениус Фердинанд, граф в 1718—1741 годы[130]
  - Шаумбург-Липпе — Альбрехт Вольфганг, граф в 1728—1748 годы[131]
  - Шварцбург-Зондерсгаузен — Гюнтер XLIII, князь в 1721—1740 годы[132]
  - Шварцбург-Рудольштадт — Фридрих Антон, князь в 1718—1744 годы[133]
  - Штольберг-Вернигероде — Христиан Эрнст[болг.], граф в 1710—1771 годы[134]
  - Штольберг-Штольберг — Христоф Фридрих[болг.], граф в 1704—1738 годы[135]
  - Эрбах — Георг Вильгельм, граф в 1731—1757 годы[136]
  - Эттинген-Шпильберг — Фридрих Альбрехт, граф в 1731—1737 годы[137]
  - Эттинген-Валлерштейн — Антон Карл[болг.], граф в 1728—1738 годы[138]

### Скандинавские страны
- Дания — Кристиан VI, король в 1730—1746 годы[139]
- Норвегия — в унии с Данией. Кристиан VI, король в (1730—1746 годы[140]; Кристиан фон Рантцау[дат.], стахоудер Норвегии[норв.] в 1733—1739 годы[141]
- Швеция — Фредрик I Гессен-Кассельский, король в 1720—1751 годы[142]; Арвид Бернхард Горн канцлер в 1718—1719, 1720—1738 годы[143]

### Франция
- Франция — Людовик XV, король (1715—1774)[источник не указан 1838 дней]

### Черногория
- Черногория — Даниил I (Петрович), владыка в 1697—1735 годы; Савва II (Петрович), владыка в 1735—1781 годы[144]

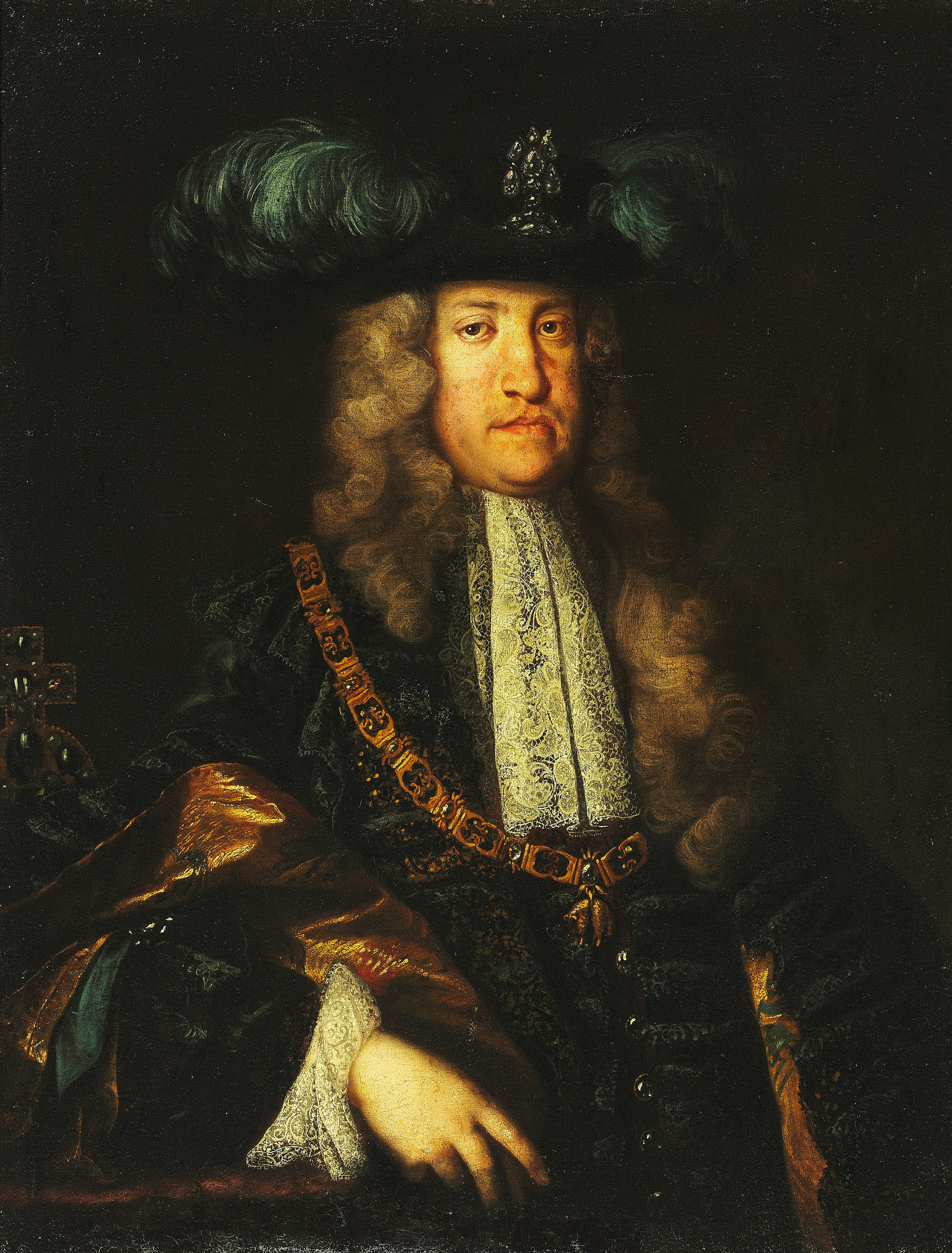
Карл VI 1711—1740 Император Священной Римской империи, король Богемии и Венгрии
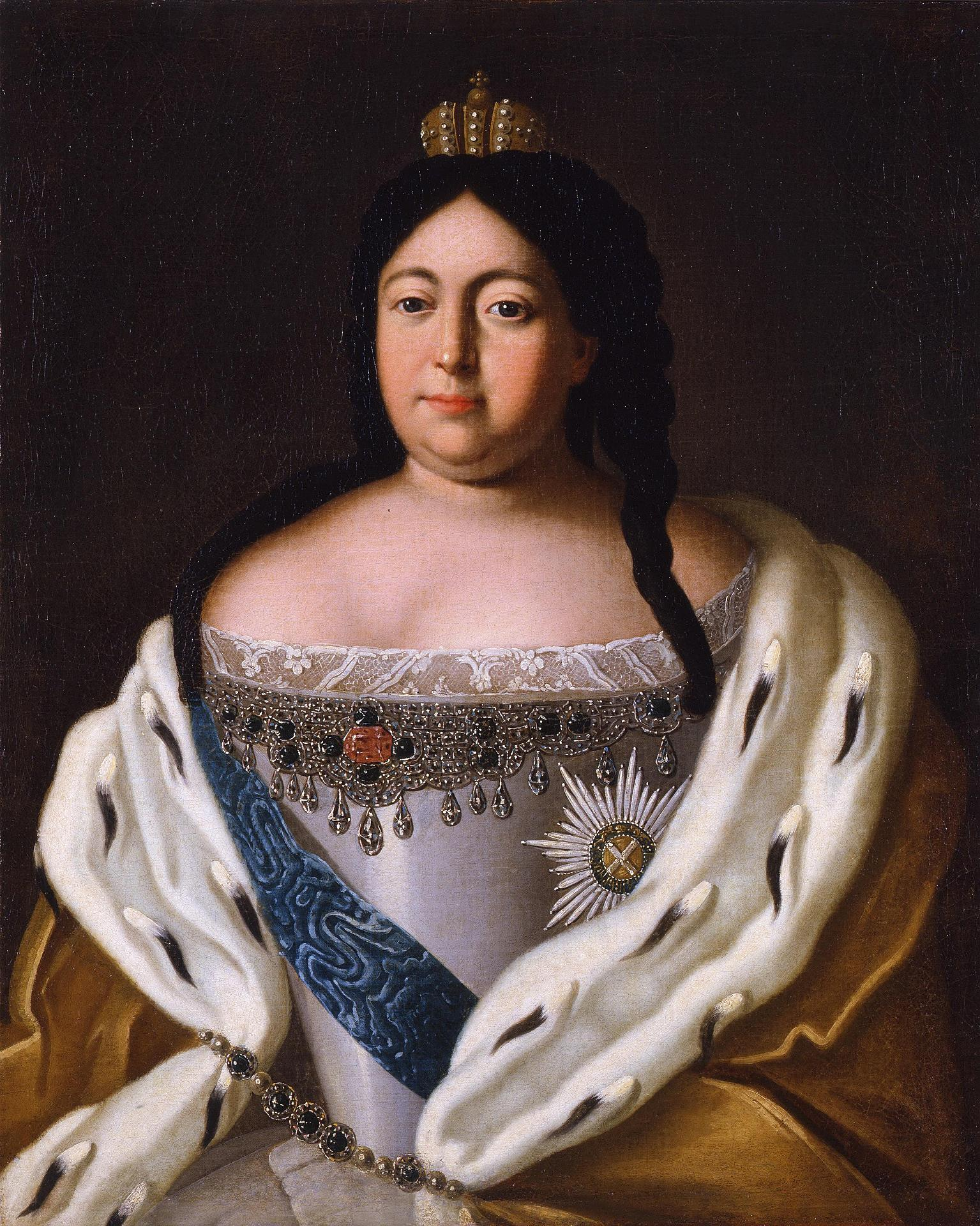
Анна 1730—1740 Императрица Всероссийская
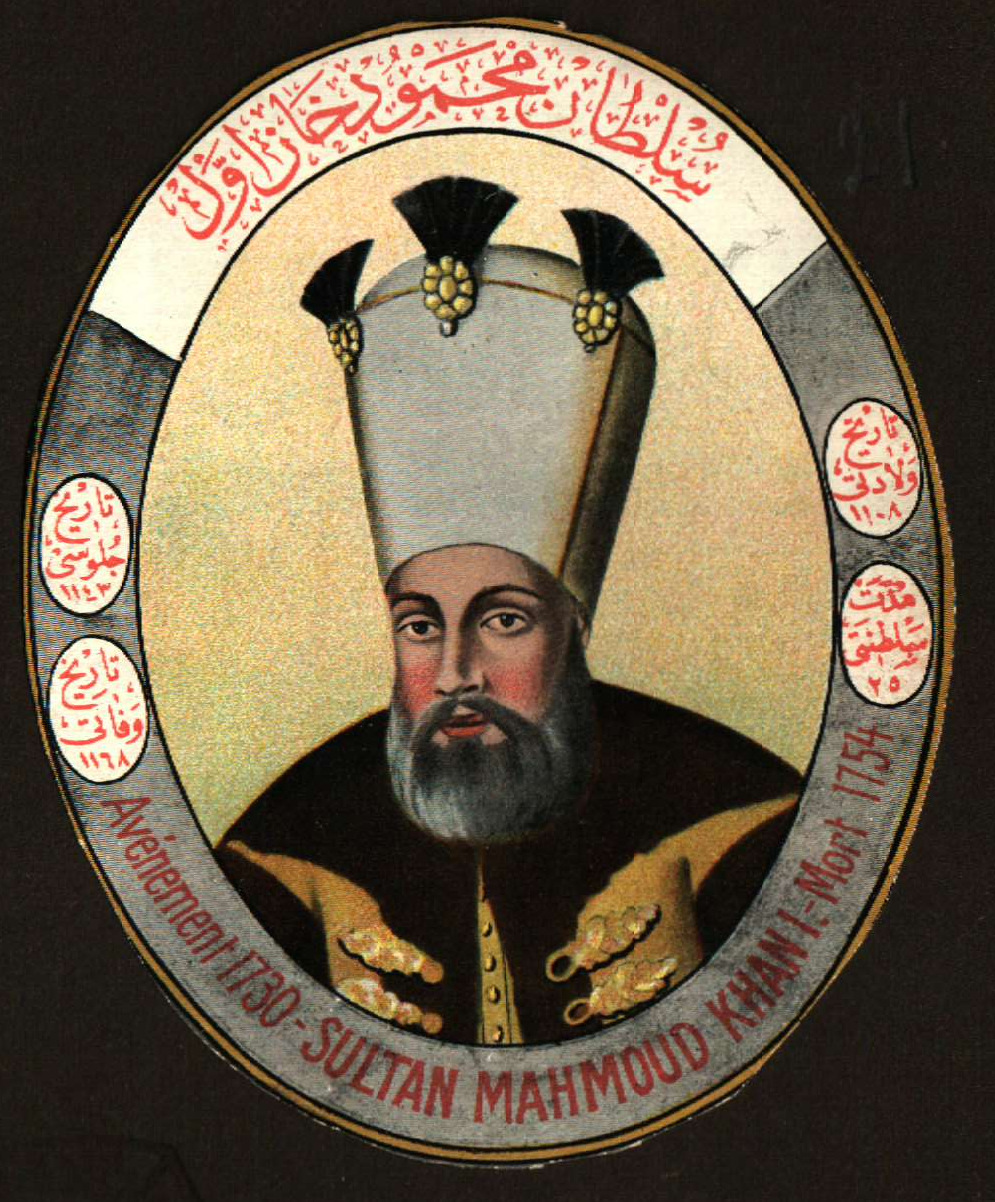
Махмуд I 1730—1754 Османский султан
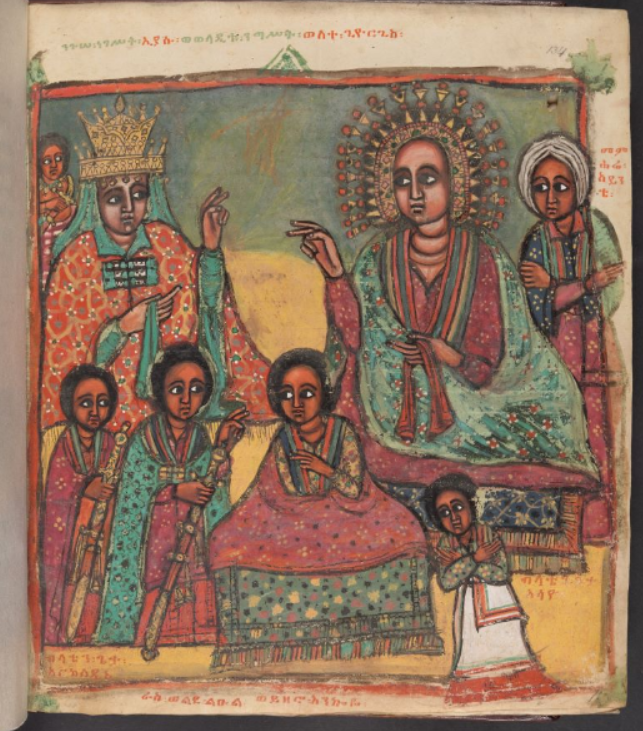
Иясу II Малый 1730—1755 негус Эфиопии
Надир-шах фактический правитель Ирана
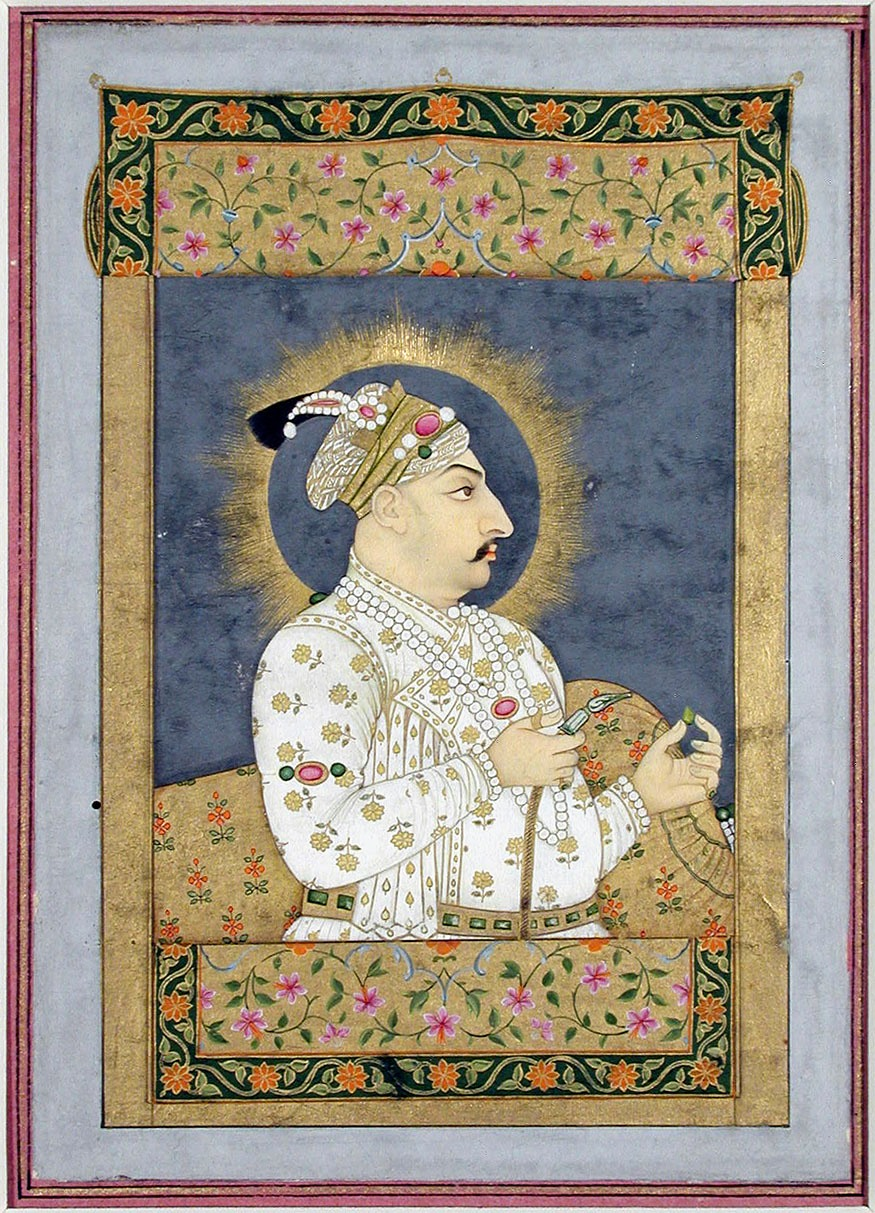
Мухаммад Шах 1719—1748 Падишах империи Великих Моголов
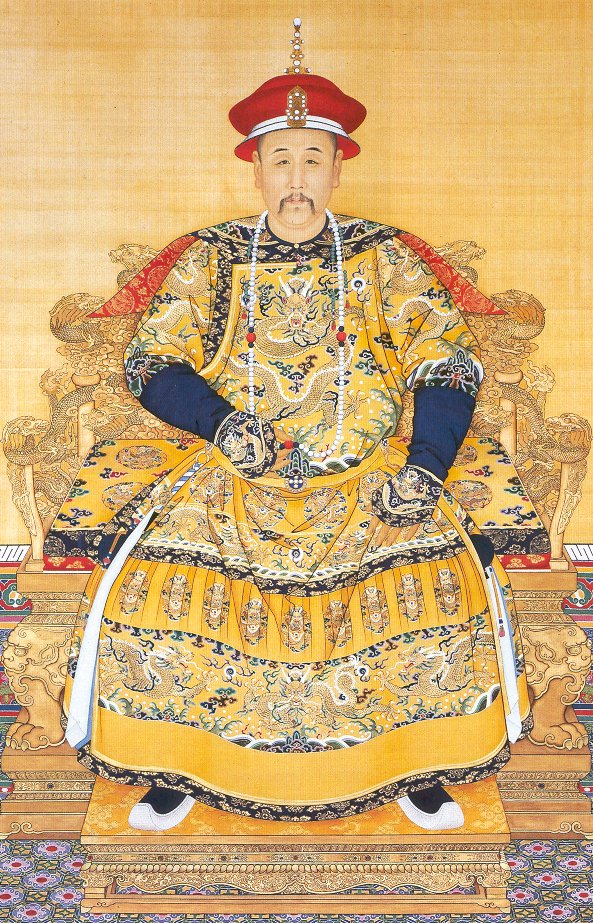
Юнчжэн 1722—1735 Император Китая (Цин)
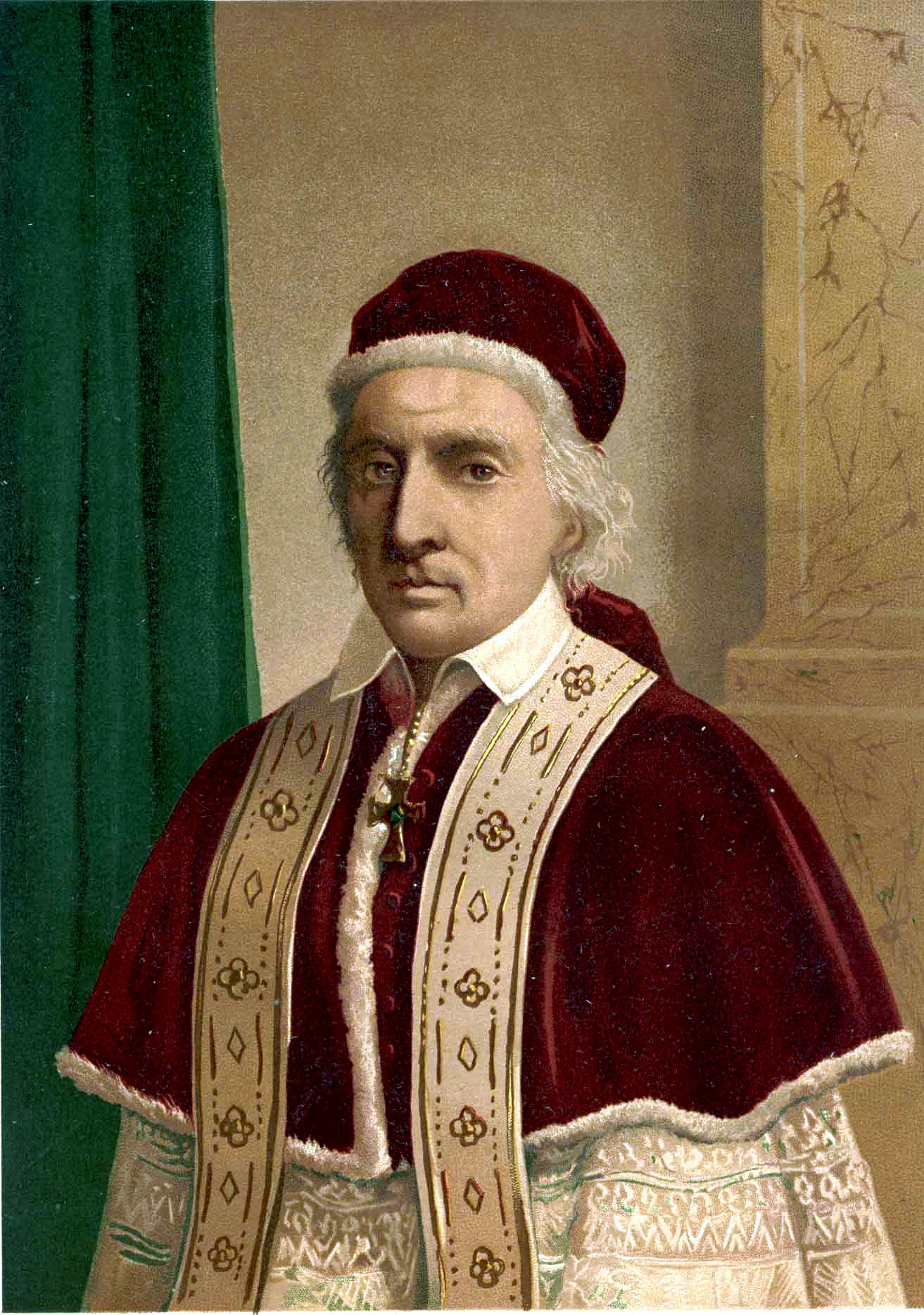
Климент XII 1730—1740 Папа Римский
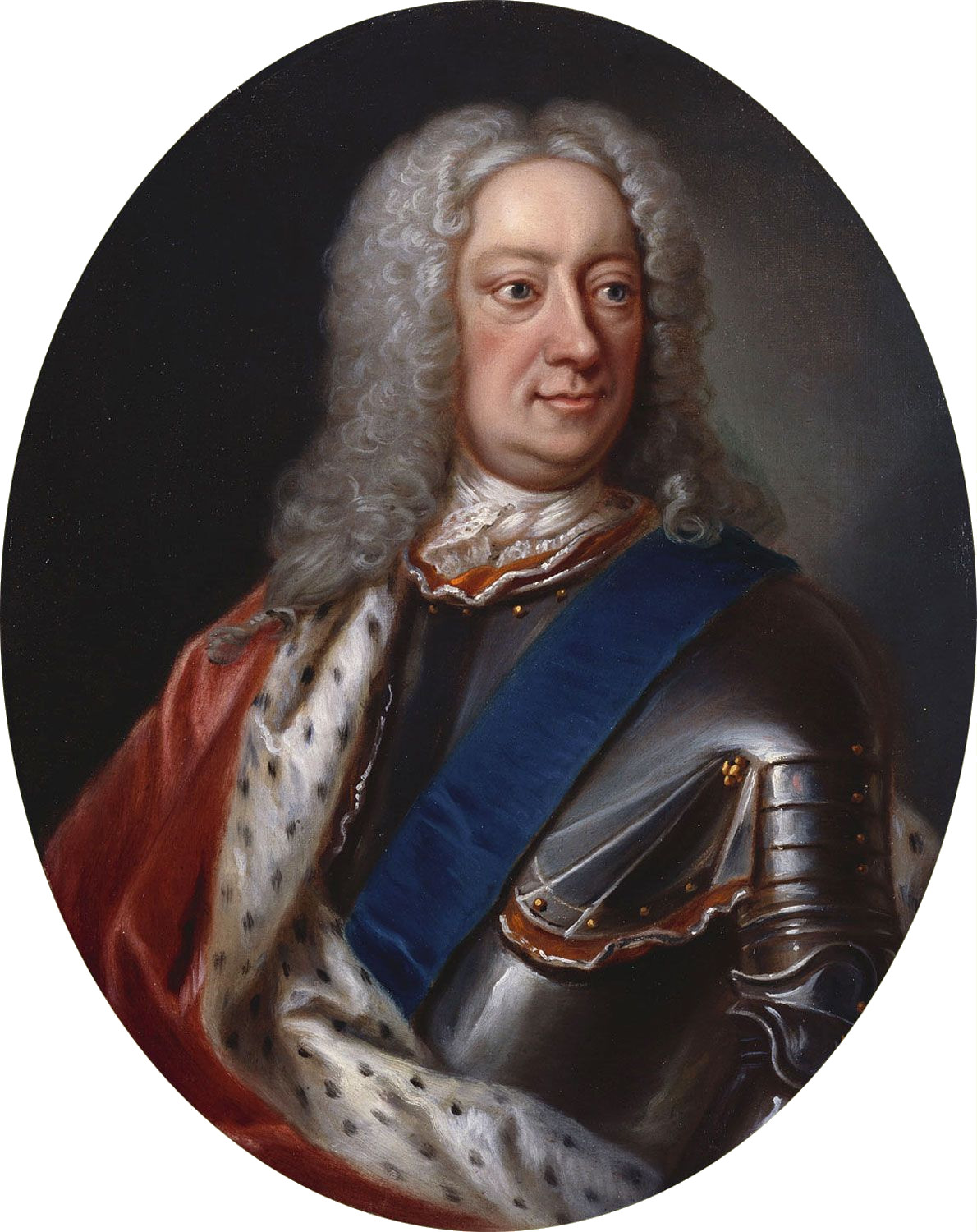
Георг II 1727—1760 Король Великобритании и курфюрст Ганноверский
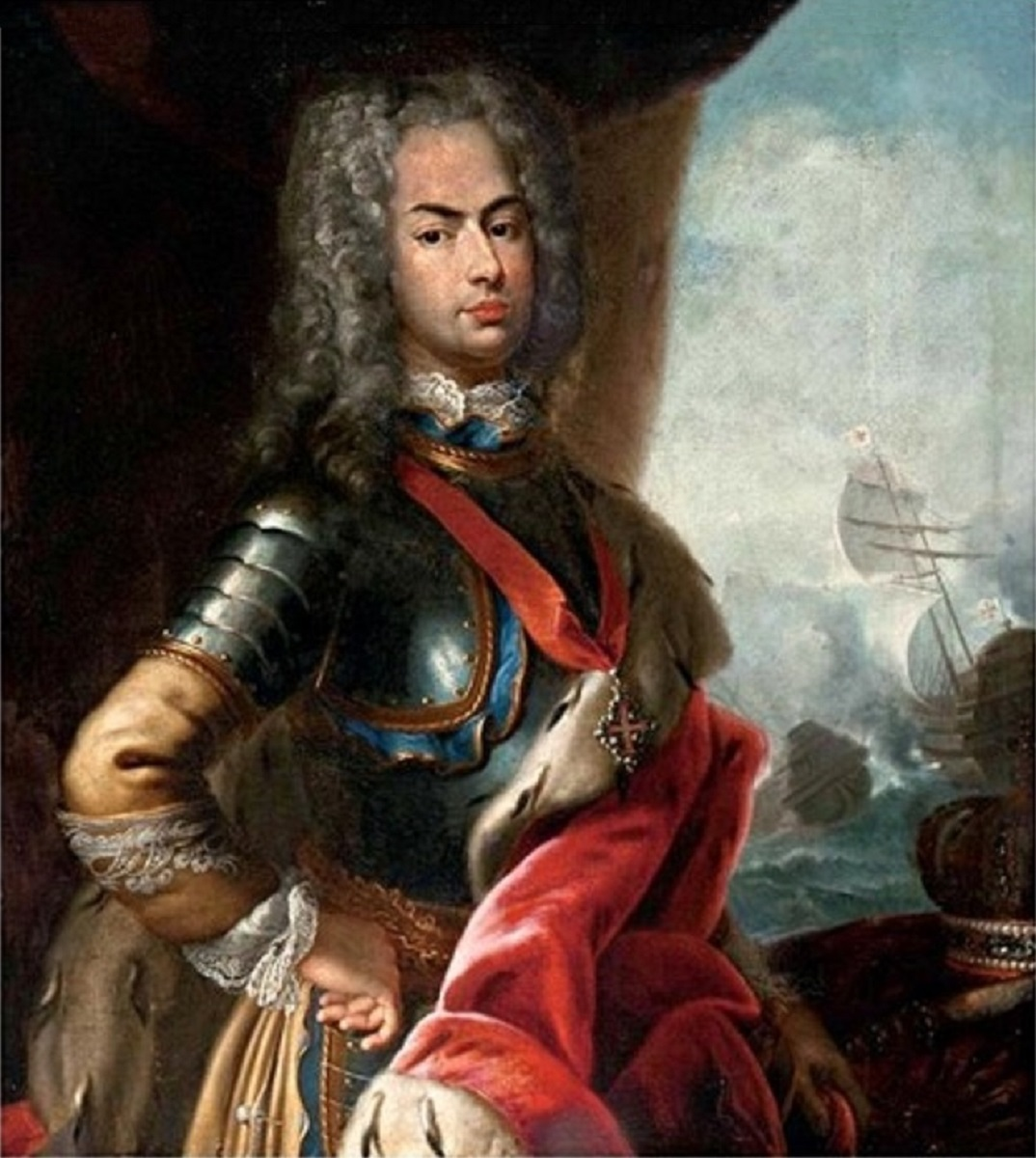
Жуан V Великодушный 1706—1750 Король Португалии
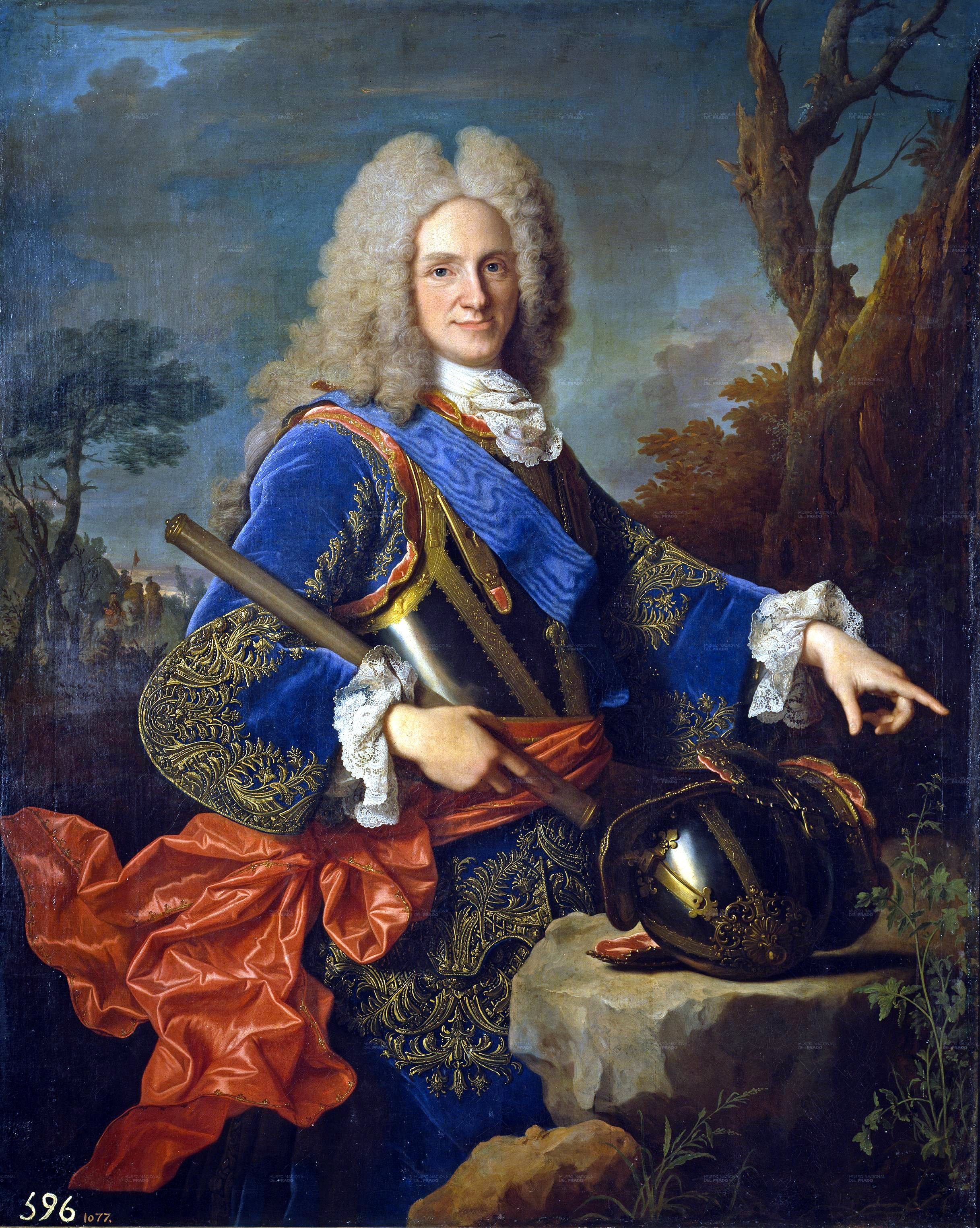
Филипп V 1700—1724,1724—1746 Король Испании
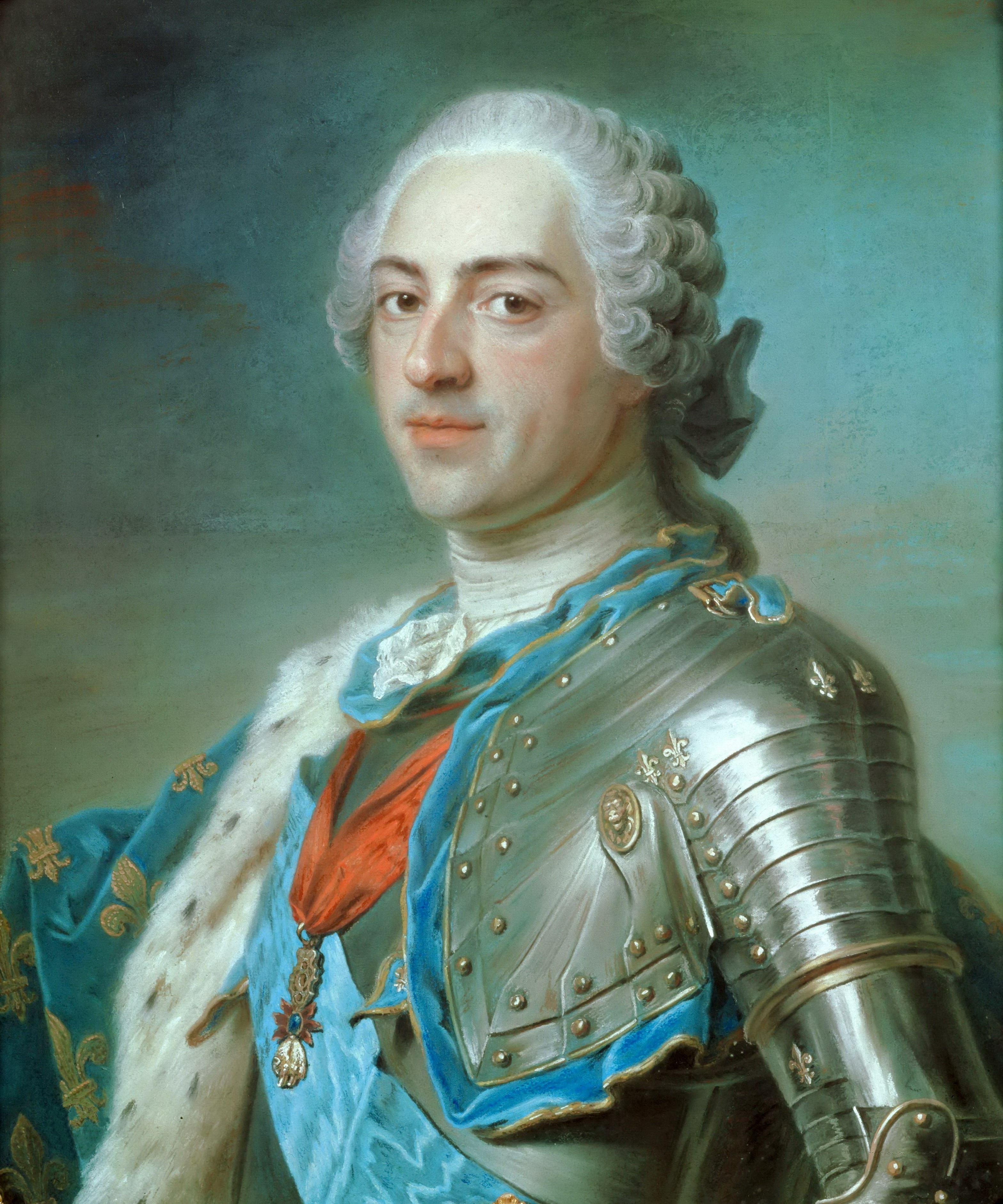
Людовик XV 1715—1774 Король Франции и Наварры
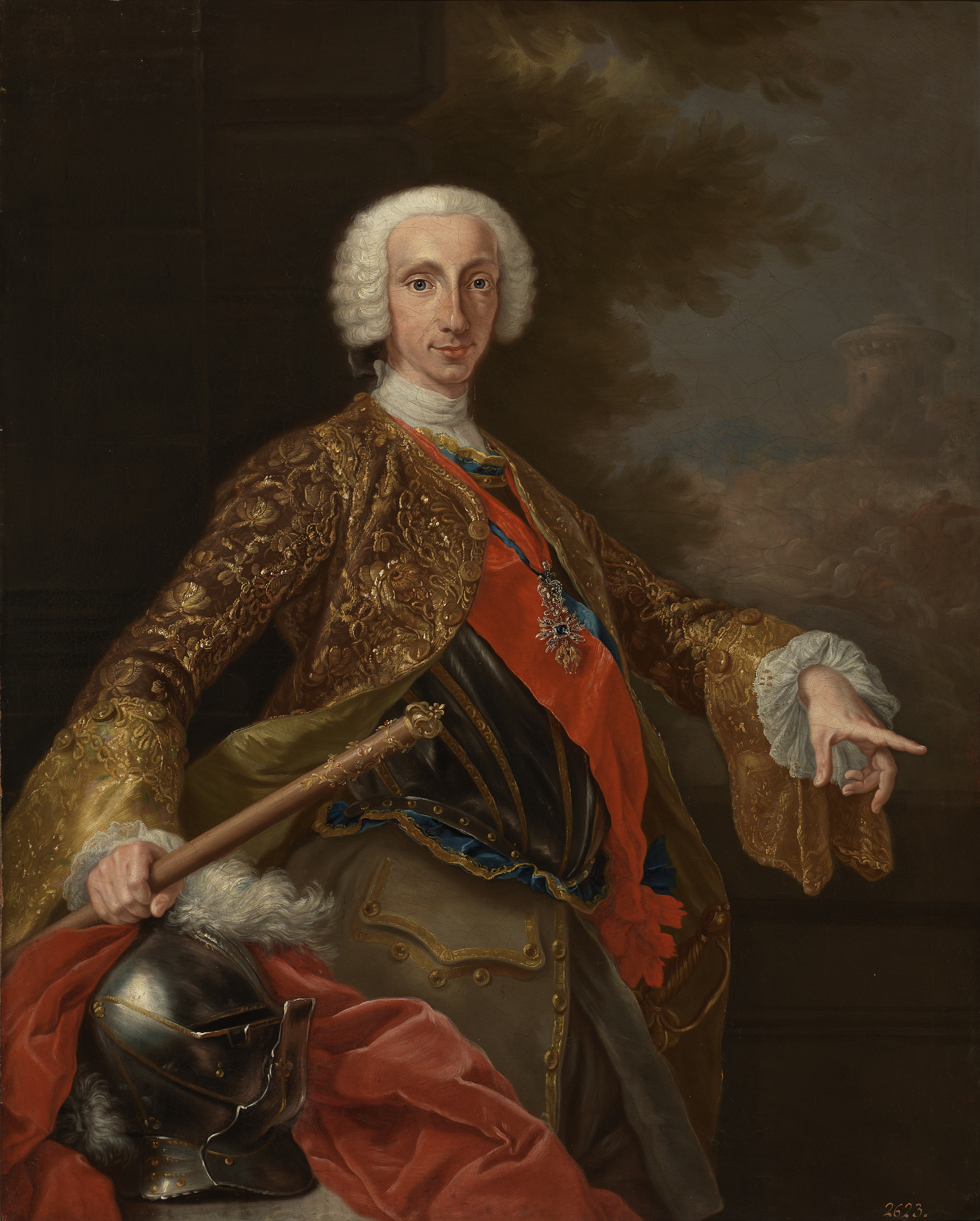
Карл VII (V) Бурбон 1734—1759 Король Неаполя и Сицилии
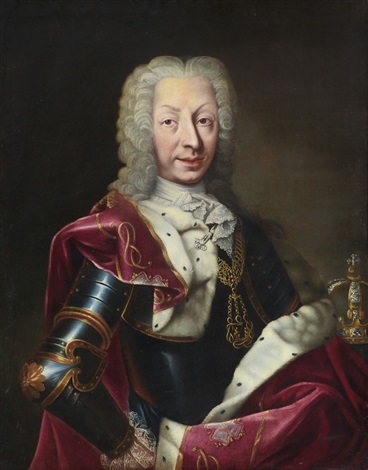
Карл Эммануил III 1730—1773 Король Сардинии
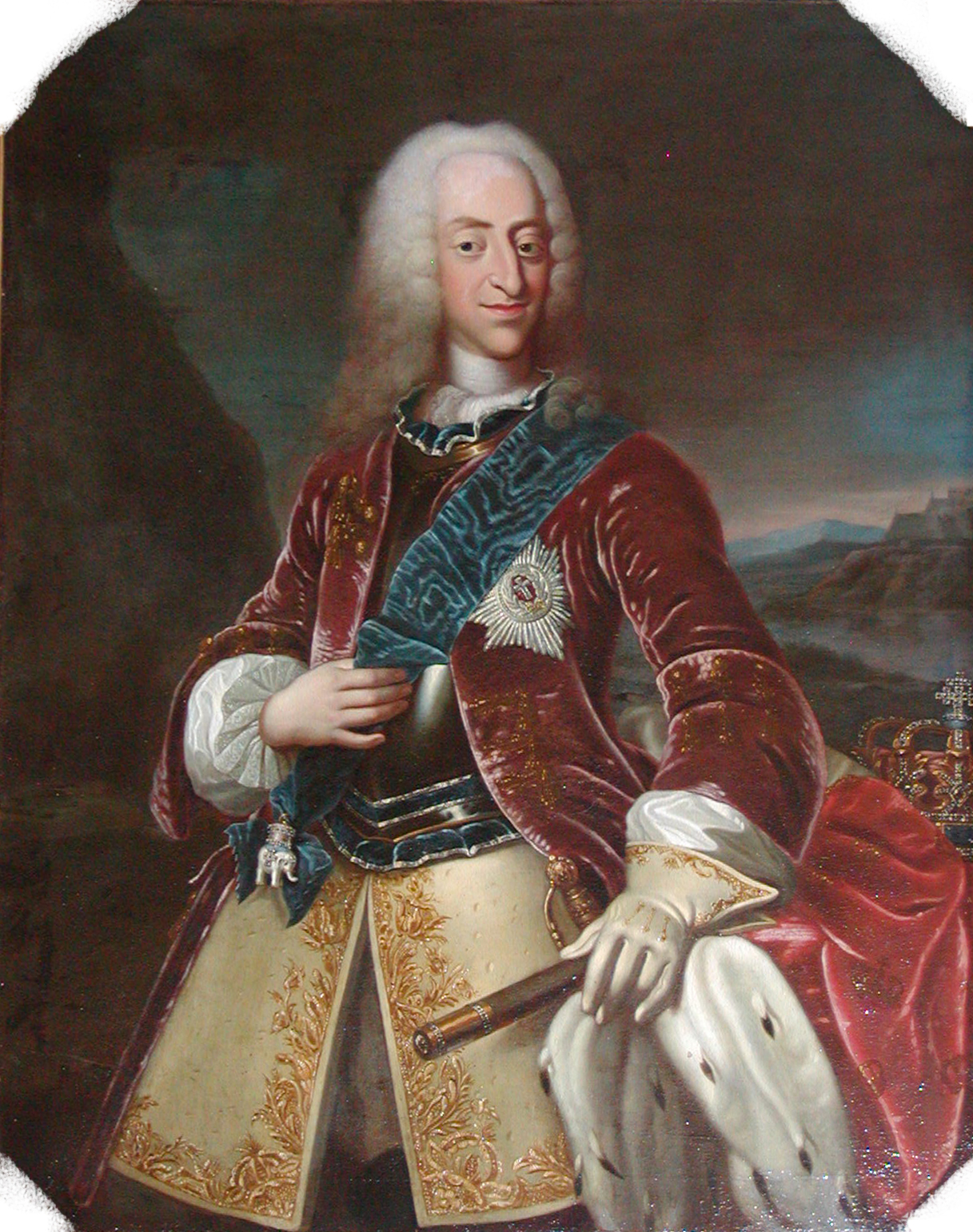
Кристиан VI 1730—1746 Король Дании и Норвегии
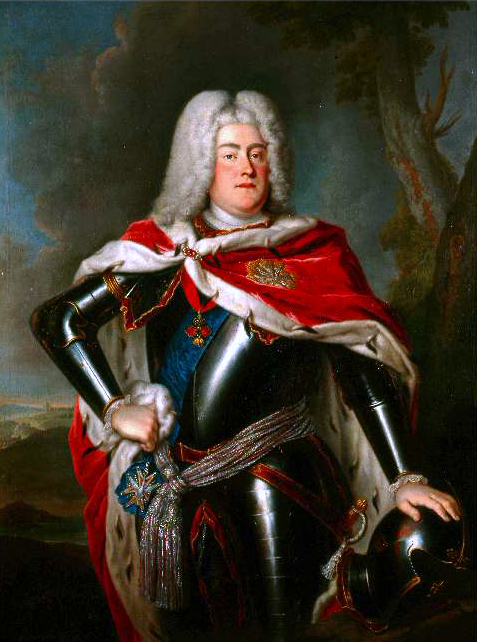
Август III 1734—1763 Король Польши, великий князь Литовский, курфюрст Саксонии
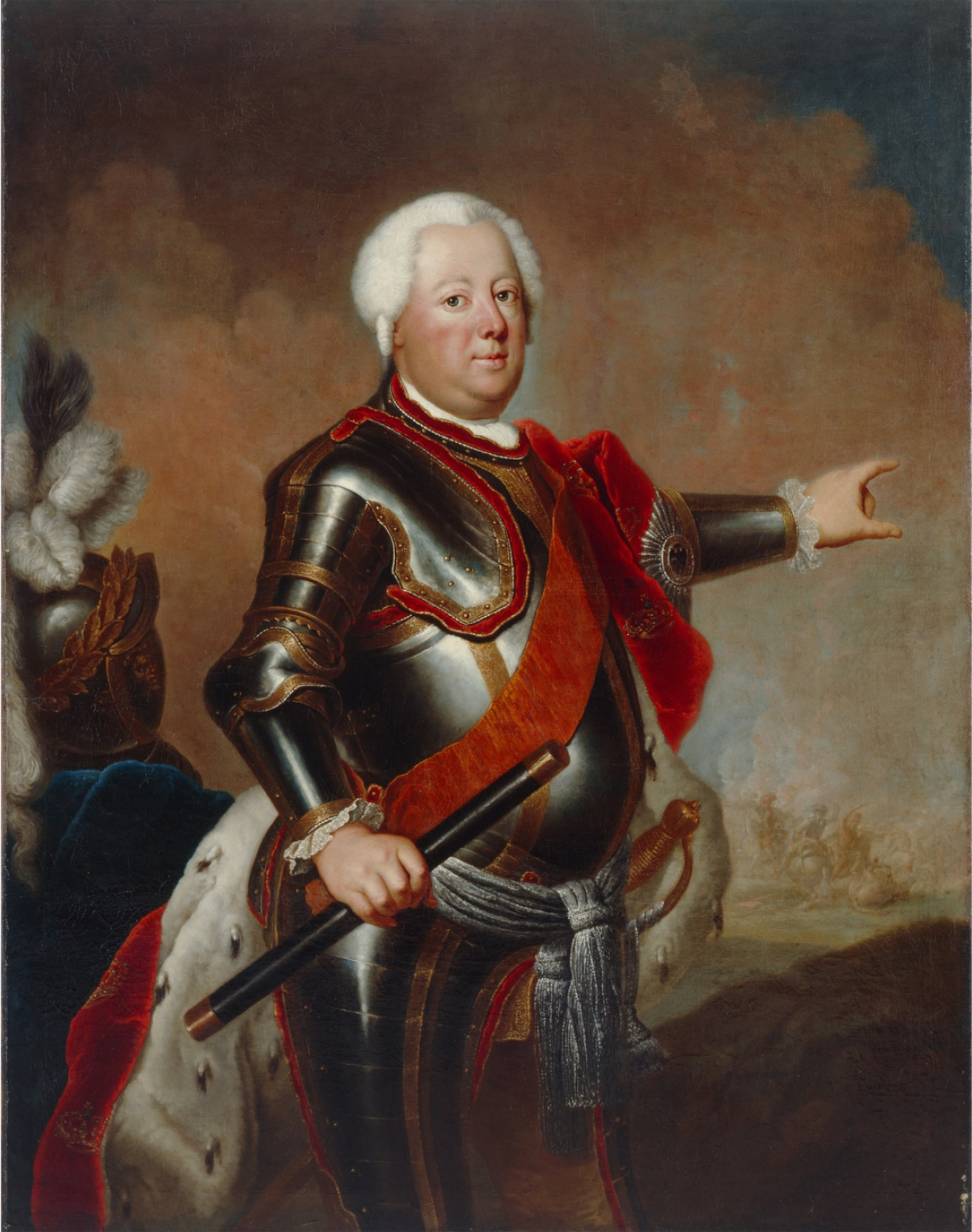
Фридрих Вильгельм I 1713—1740 Король в Пруссии и курфюрст Бранденбурга
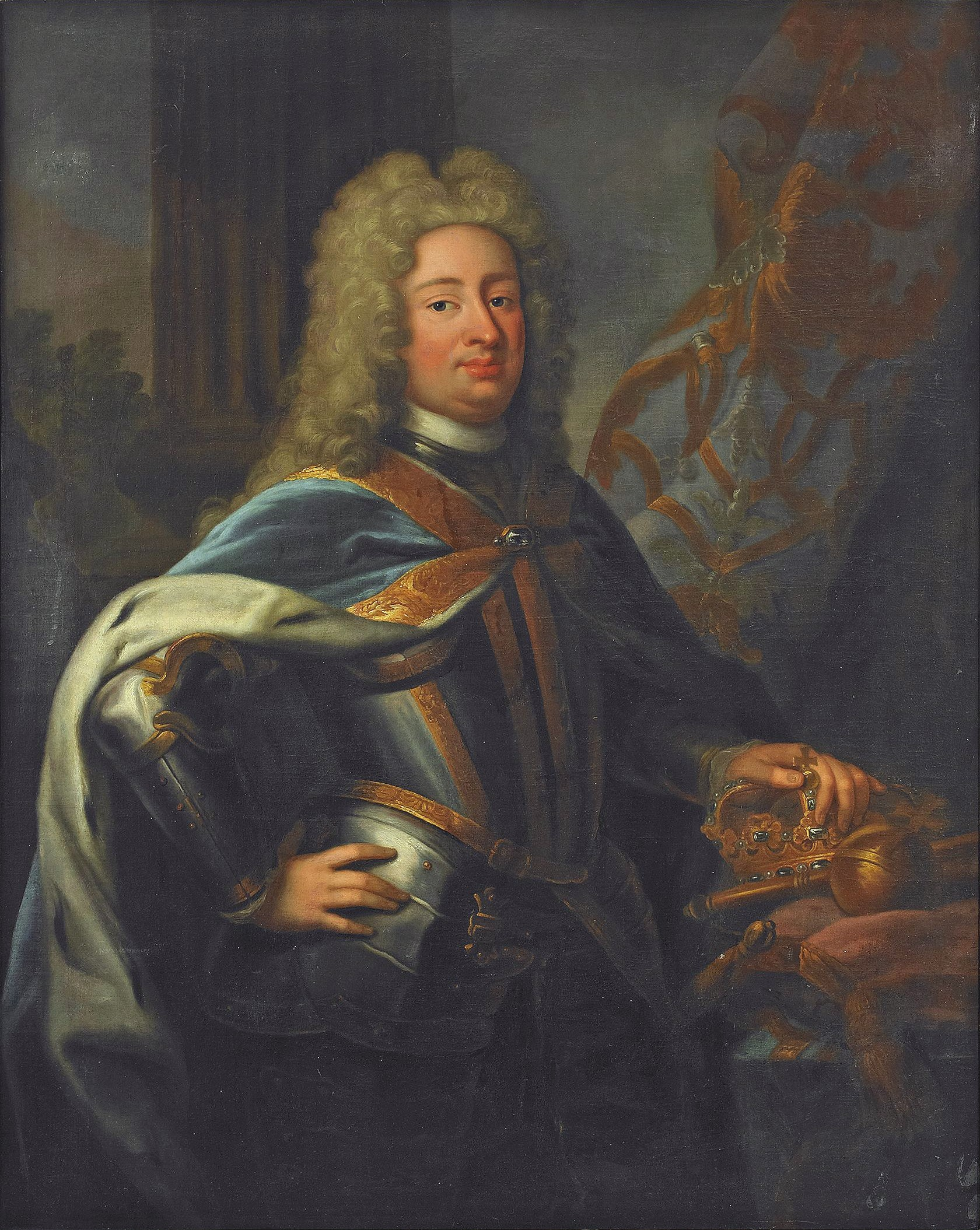
Фредерик I 1720—1751 Король Швеции 1730 - 1751 ландграф Гессен-Касельский
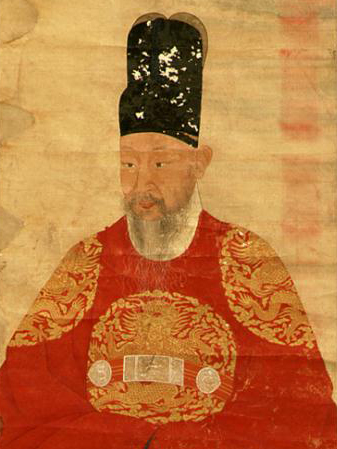
Ёнджо 1724—1776 Ван Чосона
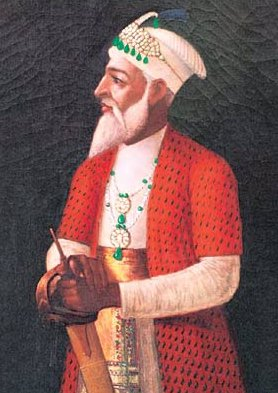
Асаф Джах I 1724—1748 Низам Хайдарабада
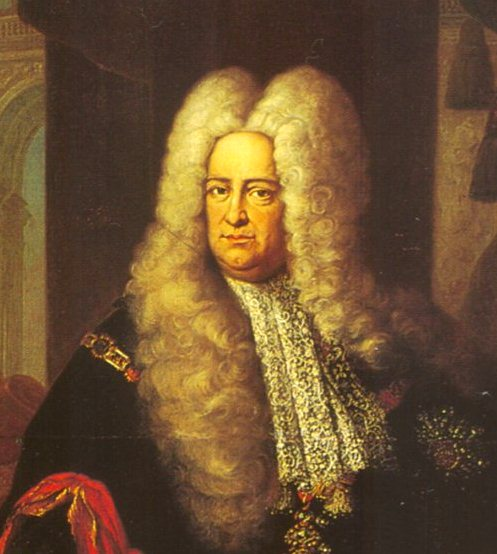
Карл III Филипп 1716—1742 Курфюрст Пфальца
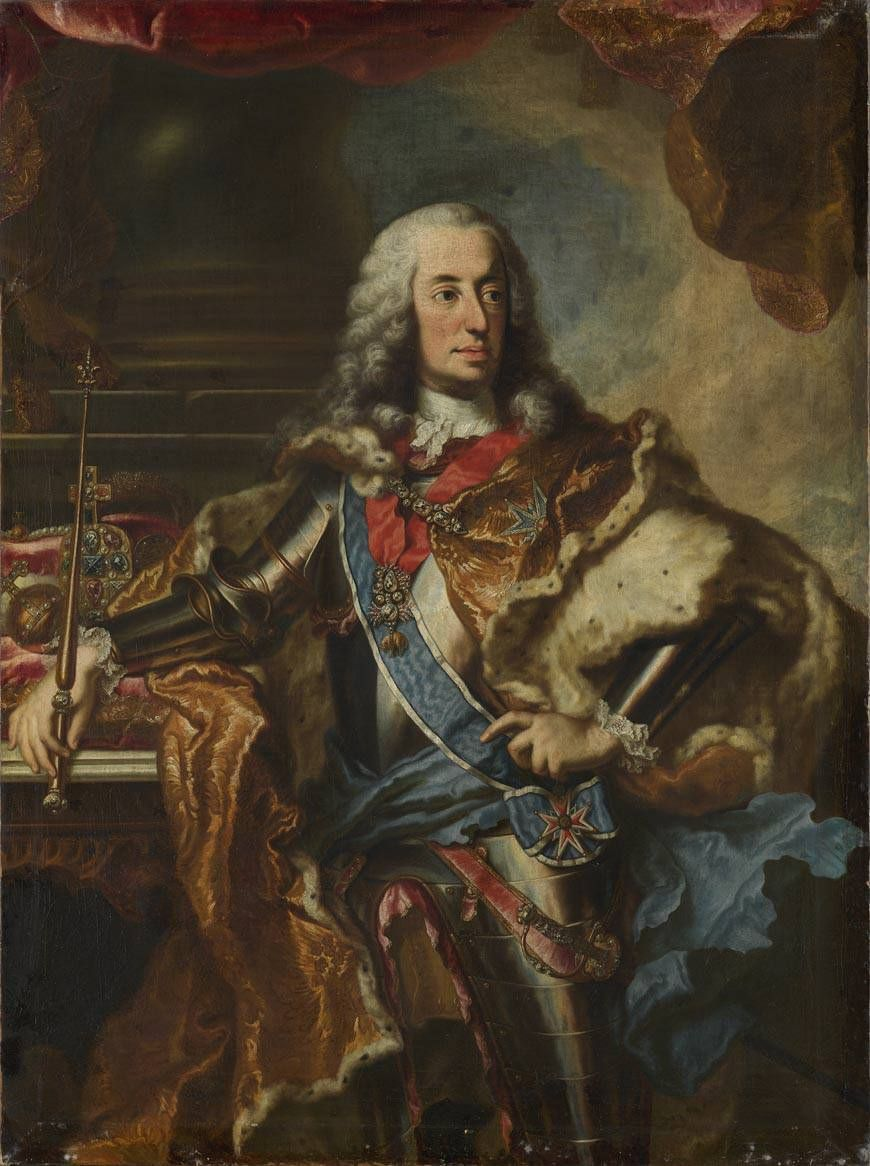
Карл Альбрехт 1726—1745 Курфюрст Баварии
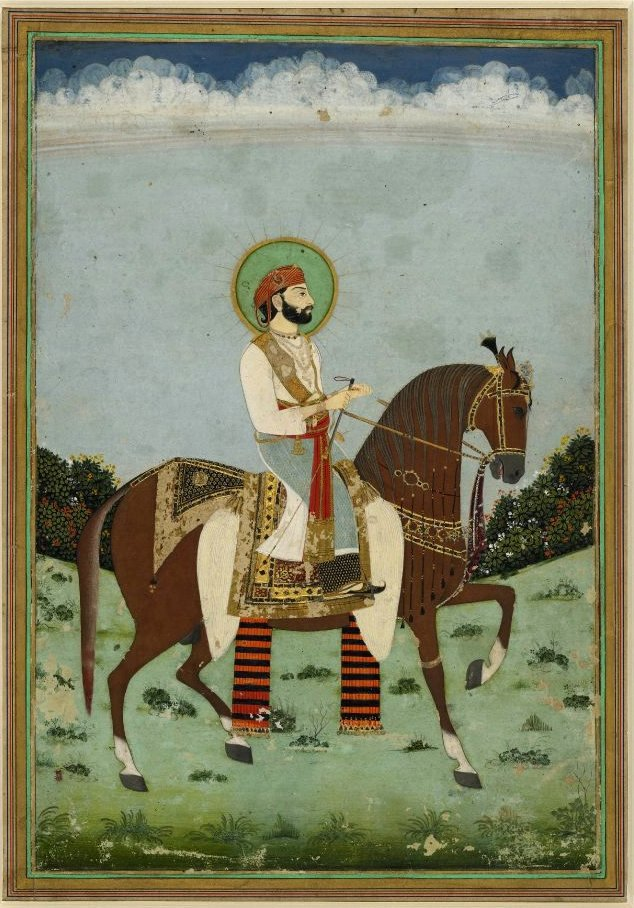
Джай Сингх II 1699—1743 Махараджа Джайпура
Токугава Ёсимунэ 1716—1745 Сёгун Японии
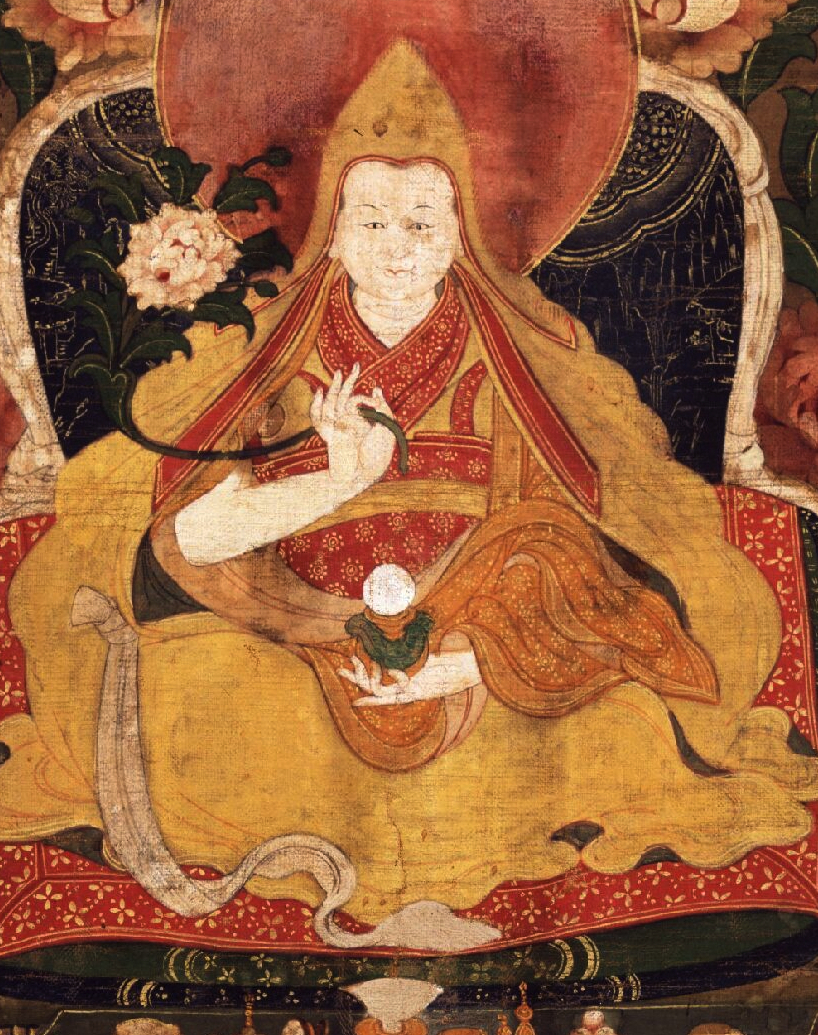
Далай-лама VII 1720—1757 Правитель юго-восточного Тибета
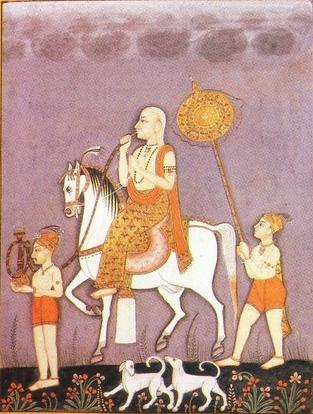
Шахуджи I 1707—1749 Чхатрапати маратхов
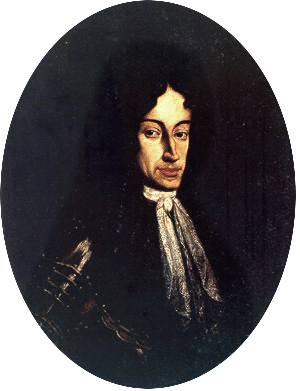
Ринальдо д’Эсте 1694—1737 Герцог Модены и Реджо
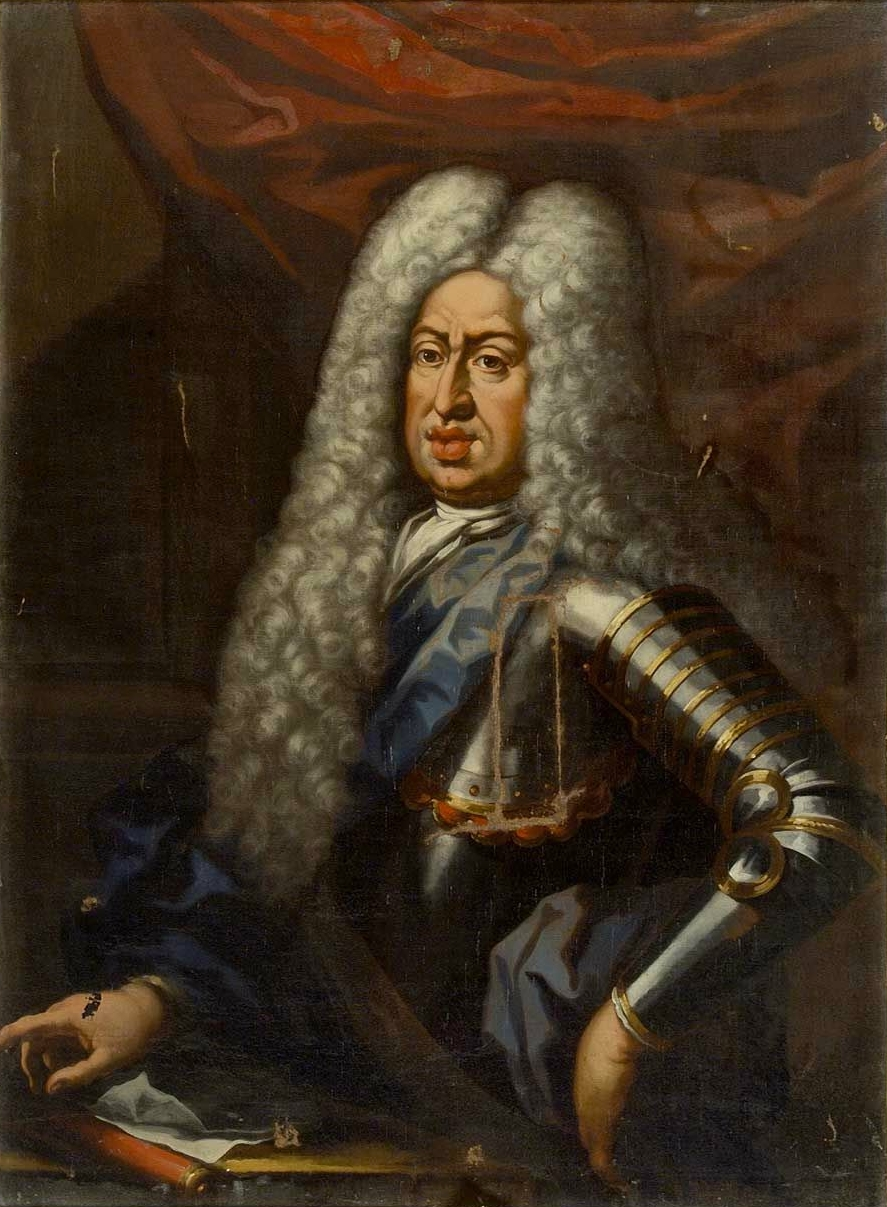
Джан Гастоне Медичи 1723—1737 Великий герцог Тосканский
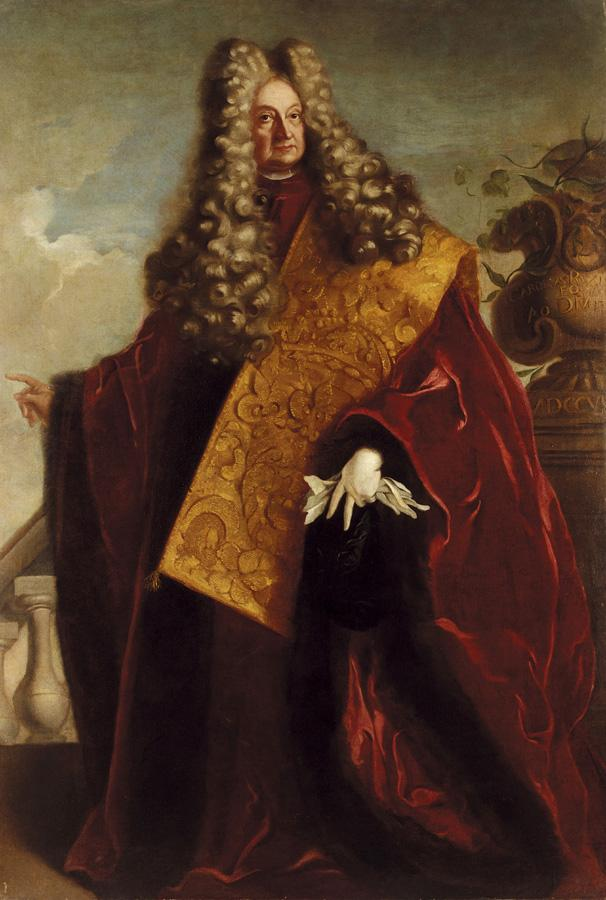
Карло Руццини 1732—1735 Дож Венеции